# Arpajon
Cet article possède un paronyme, voir Arpavon.
Pour les articles homonymes, voir Arpajon (homonymie).
Arpajon (prononcé [aʁpaʒɔ̃] ) est une commune française située à environ 30 kilomètres de Paris dans le département de l’Essonne en région Île-de-France.
Du castrum gallo-romain devenue Chastres (également Chastres-sous-Montlhéry) en 250 sur l’importante route de Paris à Orléans, le riche territoire de maraîchage au cœur du Hurepoix devint Arpajon, seigneurie du puissant maréchal Philippe de Noailles. Reliée à la capitale dès la deuxième moitié du XIXe siècle par l’Arpajonnais et par la ligne Brétigny-Tours, elle devint à la fois un lieu de villégiature et un centre industriel et agricole important.
Bien que son territoire soit de taille modeste, elle rayonne toujours sur le pays arpajonnais et les communes voisines associées, autrefois parties intégrantes, Saint-Germain-lès-Arpajon et La Norville. Toujours plus liée à l’agglomération parisienne, elle a su conserver son patrimoine, ses traditions et offre un cadre de vie agréable à environ trente minutes de Paris.

## Géographie

### Situation

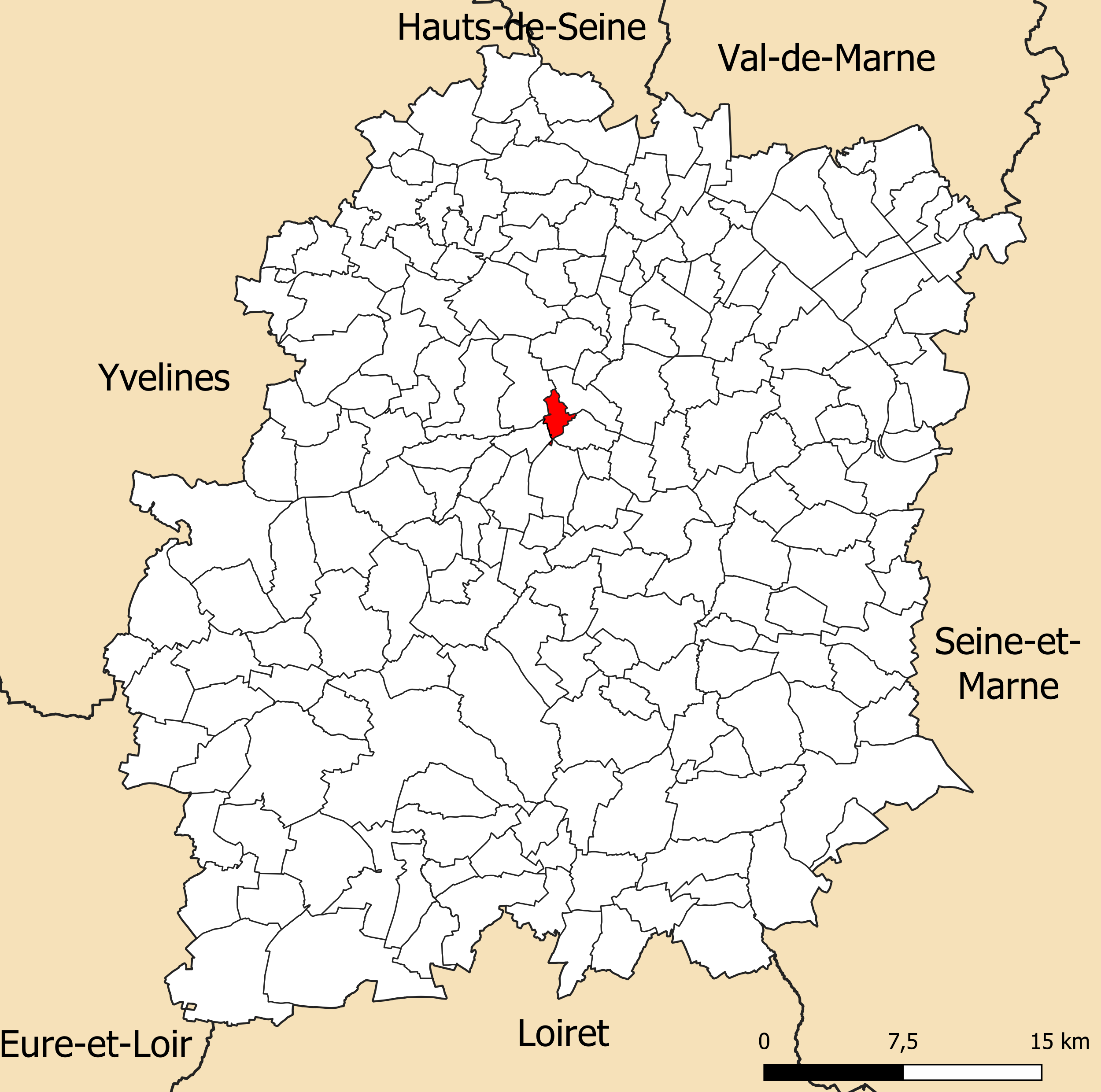
Localisation d'Arpajon dans le département de l'Essonne.

La commune d'Arpajon se trouve dans le département de l'Essonne, en région Île-de-France. Elle est située dans la grande agglomération parisienne, au cœur de son département et de la région naturelle du Hurepoix, à 33,76 km par la route au sud-ouest de Paris-Notre-Dame, point zéro des routes de France, à 18,50 km au sud-ouest d'Évry-Courcouronnes, préfecture du département, à 19,15 km au sud de Palaiseau, à 24,24 km au sud-ouest de Corbeil-Essonnes et à 20,07 km au nord-est d'Étampes.
Arpajon se situe à la rencontre de trois régions géographiques : le Hurepoix, au nord ; la Brie, à l'est ; et la Beauce, au sud-ouest. Elle est établie le long de la vallée de l'Orge, à la confluence avec la Rémarde.
La ville est la capitale du pays Arpajonnais qui s’étend de Breuillet à l’ouest à Brétigny-sur-Orge à l’est et de Leuville-sur-Orge au nord à Cheptainville au sud.
Arpajon se trouve dans l'aire d'attraction de Paris et dans l'unité urbaine de Paris, dans la zone d'emploi de Saclay et est la ville-centre de son bassin de vie.

### Communes limitrophes
La commune, au territoire relativement petit, est entourée du nord à l’est par Saint-Germain-lès-Arpajon dont la Rémarde et l’Orge forment une limite commune, à l’est et au sud-est par La Norville, au sud par le village d’Avrainville, au sud-ouest par Égly et de l’ouest au nord-ouest par la commune d’Ollainville. Sous l’Ancien Régime, la commune rayonnait sur ces villages, certains comme Saint-Germain-lès-Arpajon en faisant même partie intégrante.

### Géologie et relief

#### Géologie

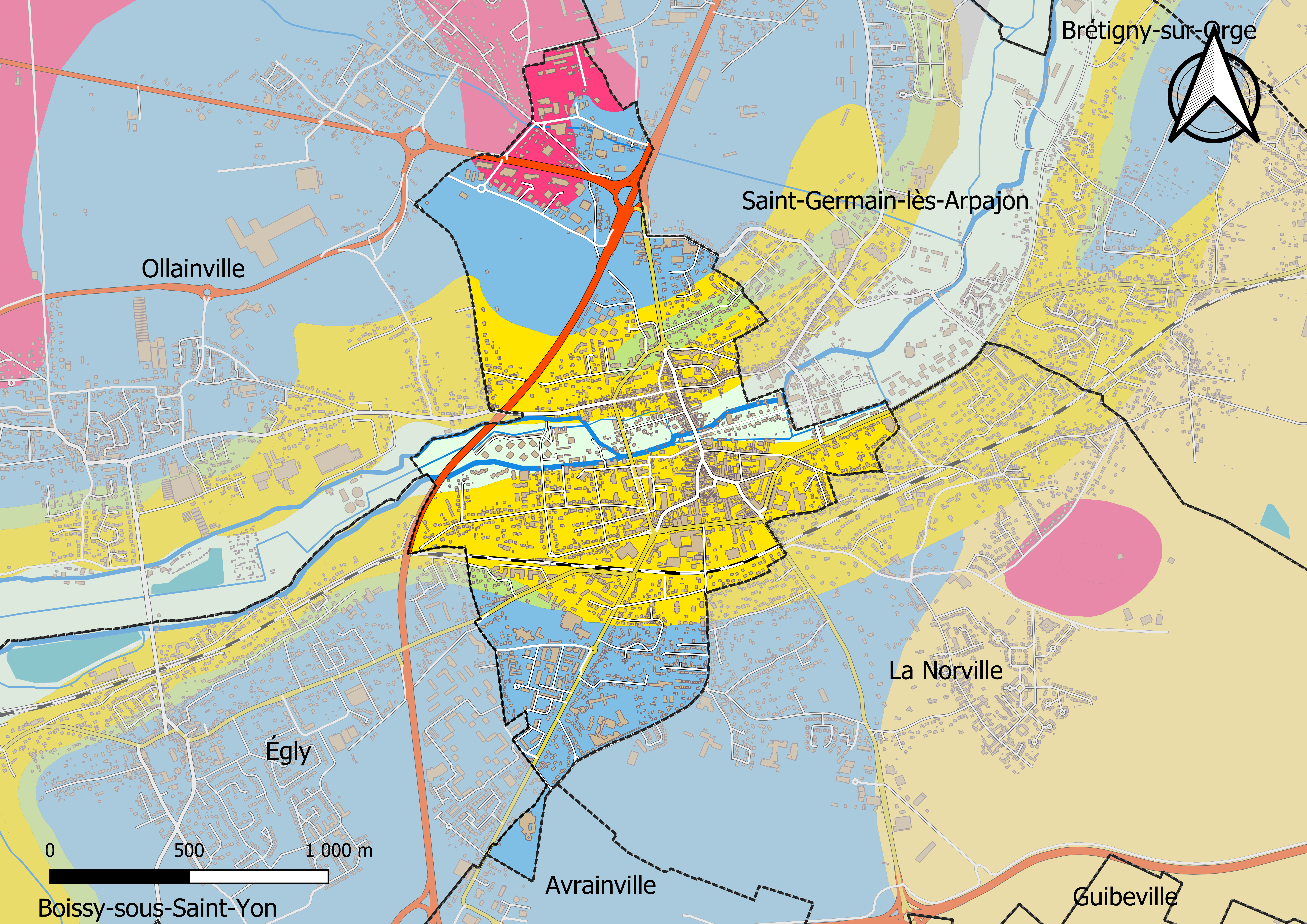
Carte géologique de la commune.

La commune se situe dans le sud du Bassin parisien, le plus grand des trois bassins sédimentaires français. Cette vaste dépression, occupée dans le passé par des mers peu profondes et des lacs, a été comblée, au fur et à mesure que son socle s’affaissait, par des sables et des argiles, issus de l’érosion des reliefs alentour, ainsi que des calcaires d’origine biologique, formant ainsi une succession de couches géologiques.
Les couches affleurantes sur le territoire communal sont constituées de formations superficielles du Quaternaire et de roches sédimentaires datant du Cénozoïque, l'ère géologique la plus récente sur l'échelle des temps géologiques, débutant il y a 66 millions d'années. Les plus anciennes sont : argile verte, glaises à Cyrènes et/ou marnes vertes et blanches (argile verte de Romainville), remontant à l’époque Oligocène de la période Paléogène. Les plus récentes sont : colluvions de versant et de fond de vallon, remontant à l’époque Holocène de la période Quaternaire. Le descriptif de ces couches est détaillé dans  les feuilles « n°219 - Corbeil-Essonnes » et « n°257 - Etampes » de l'Essonne, et leurs notices associées,.
Le territoire communal se trouve à la limite des espaces géologiques de calcaire du Bassin parisien et de sable de la Beauce, avec, à l’extrême nord, des vestiges de carrières de grès.
|  | CF : | Colluvions de versant et de fond de vallon                       |
|  | Fz : | Alluvions récentes : limons, argiles, sables, tourbes localement |

|  | g1SF : | Sables de Fontainebleau, accessoirement grès en place ou peu remanié (versant)                |
|  | g1CB : | Calcaire de Brie stampien et meulières plio-quaternaire indifférenciées                       |
|  | g1AR : | Argile verte, Glaises à Cyrènes et/ou Marnes vertes et blanches (Argile verte de Romainville) |

La ville est construite en partie sur les dépôts limoneux des rivières Orge et Rémarde. Ces limons, récents à l'échelle géologique (moins d'un million d'années), forment une couche sédimentaire superficielle qui repose sur des formations géologiques plus anciennes. Sous la couche sédimentaire superficielle on trouve les sables et grès de Fontainebleau, datant de l'étage géologique du Rupélien, qui affleurent au nord de la commune. Sous la couche de grès, on rencontre des calcaires de Brie et de la meulière que l'on retrouve en affleurement dans le sol des plateaux nord et sud de la commune. Ces différentes roches, grès et meulière, ont largement été utilisées dans la construction des bâtiments de la ville.
| Âge (en millions d'années) | Époque      | Étage       | Formation géologique                                        |
| -------------------------- | ----------- | ----------- | ----------------------------------------------------------- |
| (0 - 0.0117)               | Quaternaire | Quaternaire | Limons des Plateaux (LP)                                    |
| (33.9)                     | Oligocène   | Rupélien    | Sables et grès de Fontainebleau (g1SF)                      |
| (33.9)                     | Oligocène   | Sannoisien  | Calcaire et argile à meulière de Brie (G1CB)                |
| (56.0)                     | Éocène      | Bartonien   | Calcaire de Saint-Ouen et calcaire de Champigny (e6-7CH-SO) |
| (56.0)                     | Éocène      | Yprésien    | Argile plastique (e4AP)                                     |
| (≃145.0)                   | Crétacé     | Coniacien   | Craie blanche sénonienne (C5Cr)                             |

#### Relief
La superficie cadastrale de la commune publiée par l’Insee, qui sert de références dans toutes les statistiques, est de 2,4 km2,. La superficie géographique, issue de la BD Topo, composante du Référentiel à grande échelle produit par l'IGN, est quant à elle de 2,35 km2. Son relief est relativement plat puisque la dénivelée maximale atteint 42 mètres. L'altitude du territoire varie entre 47 m et 89 m.
Le centre-ville est situé dans la vallée de l'Orge, approximativement à quarante-sept mètres d’altitude, mais le territoire s’étend au nord et au sud et s’élève rapidement vers le plateau d’Avrainville au sud ou de La Norville à l’est et les prémices de la colline de Linas au nord, ce qui oblige à gravir pour sortir de la commune. Le point culminant de la commune à quatre-vingt-neuf mètres est situé dans la zone d’activité nord de la Butte-aux-Grès, à proximité de la forêt de Linas. Cette situation encaissée entraîne notamment la présence incongrue d’antennes réceptrices de télévision à parfois une dizaine de mètres au-dessus des toits.

### Hydrographie

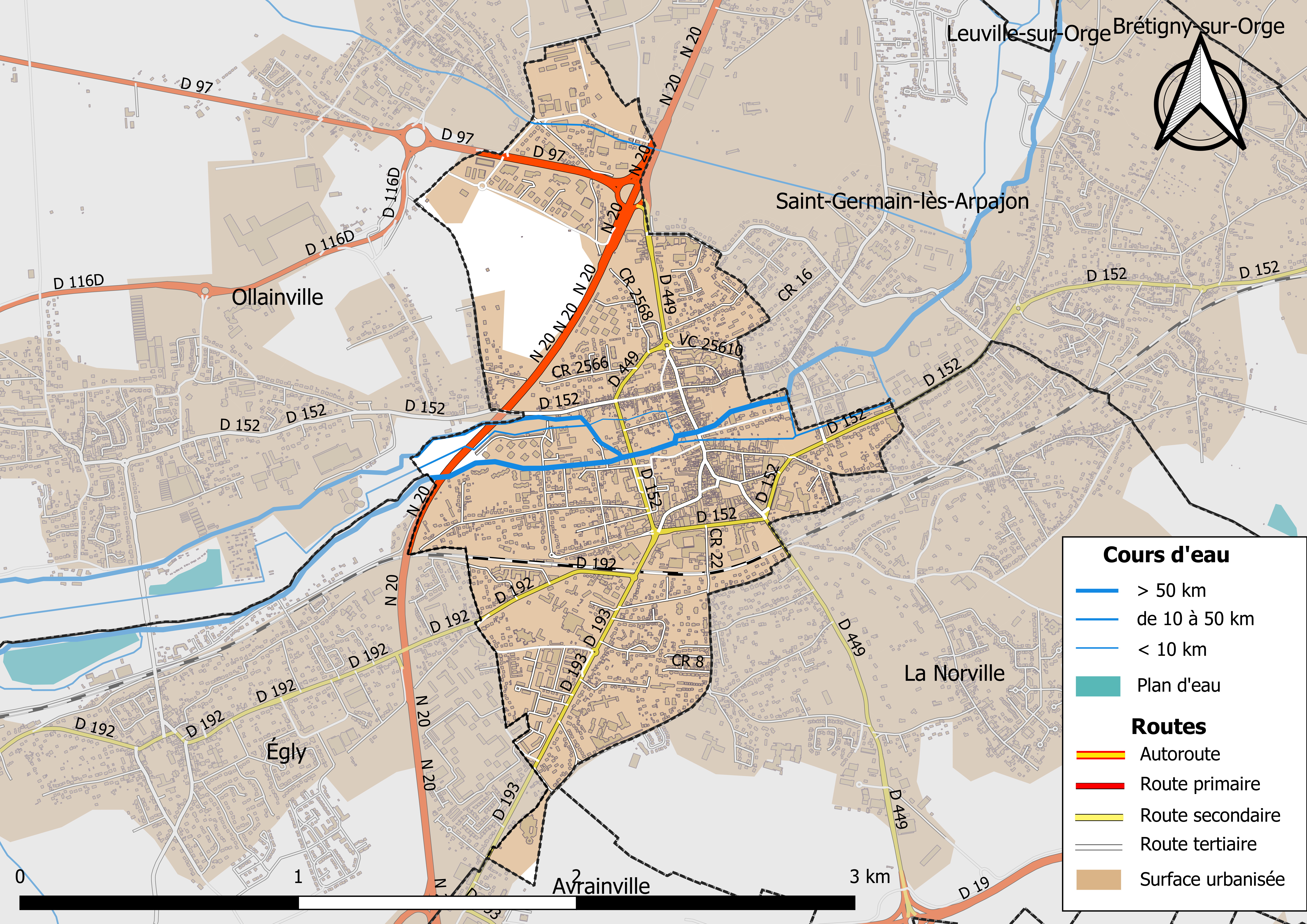
Carte des réseaux hydrographique et routier d'Arpajon.

Arpajon se trouve au confluent de la Rémarde et de l’Orge, qui se rejoignent en centre-ville. Sur le territoire communal, les deux rivières évoluent en parallèle, la Rémarde vient du sud-ouest depuis Ollainville et plus au sud, l’Orge vient d’Égly, les deux cours d’eau allant chacun vers le nord-est.
En aval, l'Orge se divise à deux reprises en bras différents -dits boëlles- qui confluent ensuite, formant des petites îles.
Le niveau de l'eau est désormais régulé par des barrages gérés par deux syndicats, le SIBSO (bassin supérieur de l'Orge) et le SIVOA (vallée de l'Orge aval).

### Climat
Pour des articles plus généraux, voir Climat de l'Île-de-France et Climat de l'Essonne.
En 2010, le climat de la commune est de type climat océanique dégradé des plaines du Centre et du Nord, selon une étude du CNRS s'appuyant sur une série de données couvrant la période 1971-2000. En 2020, Météo-France publie une typologie des climats de la France métropolitaine dans laquelle la commune est exposée à un climat océanique altéré et est dans la région climatique Sud-ouest du bassin Parisien, caractérisée par une faible pluviométrie, notamment au printemps (120 à 150 mm) et un hiver froid (3,5 °C).
Pour la période 1971-2000, la température annuelle moyenne est de 11,6 °C, avec une amplitude thermique annuelle de 15,3 °C. Le cumul annuel moyen de précipitations est de 666 mm, avec 10,4 jours de précipitations en janvier et 7,9 jours en juillet. Pour la période 1991-2020, la température moyenne annuelle observée sur la station météorologique la plus proche, située à Brétigny-sur-Orge à 5 km à vol d'oiseau, est de 11,9 °C et le cumul annuel moyen de précipitations est de 628,9 mm,. Pour l'avenir, les paramètres climatiques de la commune estimés pour 2050 selon différents scénarios d'émission de gaz à effet de serre sont consultables sur un site dédié publié par Météo-France en novembre 2022.
| Mois                                  | jan.           | fév.           | mars            | avril         | mai             | juin           | jui.           | août           | sep.           | oct.            | nov.            | déc.             | année      |
| ------------------------------------- | -------------- | -------------- | --------------- | ------------- | --------------- | -------------- | -------------- | -------------- | -------------- | --------------- | --------------- | ---------------- | ---------- |
| Température minimale moyenne (°C)     | 1,7            | 1,5            | 3,6             | 5,7           | 9,2             | 12,5           | 14,4           | 14,1           | 11             | 8,2             | 4,5             | 2,2              | 7,4        |
| Température moyenne (°C)              | 4,5            | 5              | 8,1             | 10,9          | 14,5            | 17,9           | 20,2           | 20             | 16,4           | 12,4            | 7,7             | 4,9              | 11,9       |
| Température maximale moyenne (°C)     | 7,2            | 8,5            | 12,6            | 16,2          | 19,8            | 23,4           | 26             | 25,9           | 21,8           | 16,6            | 10,9            | 7,6              | 16,4       |
| Record de froid (°C) date du record   | −20,6 08.01.10 | −17 23.02.1963 | −10,7 13.03.13  | −4,7 11.04.03 | −1,9 07.05.1957 | 1,4 05.06.1991 | 3,8 01.07.1960 | 3,7 28.08.1974 | 0,2 17.09.1971 | −4,5 29.10.1985 | −9,6 24.11.1998 | −16,4 29.12.1964 | −20,6 2010 |
| Record de chaleur (°C) date du record | 15,8 27.01.03  | 20,2 27.02.19  | 25,3 25.03.1955 | 29,4 20.04.18 | 32 28.05.17     | 37,3 18.06.22  | 42 25.07.19    | 39,7 06.08.03  | 35,4 08.09.23  | 30,3 01.10.1985 | 22,1 07.11.15   | 16,8 17.12.15    | 42 2019    |
| Précipitations (mm)                   | 48,2           | 44,9           | 45              | 44,6          | 61,4            | 55,6           | 53,1           | 57,7           | 48,6           | 52,6            | 54,5            | 62,7             | 628,9      |

### Milieux naturels et biodiversité
Si 80 % du territoire communal est bâti, il subsiste quelques parcs et jardin publics. Le plus ancien, au 4 rue Henri-Barbusse fut aménagé au XIXe siècle. Cinq autres parcs agrémentent la ville, le parc Chevrier, le parc de Freising, le parc du 100, Grande-rue, le parc Théophile-Guesdon et le parc de la Rémarde. Les bords de la Rémarde et de l’Orge sont encore occupés sur la plupart des berges par des espaces naturels.
Le nord-ouest de la commune est encore occupé par des espaces de culture, rappelant le caractère agricole de la commune spécialisée dans le maraîchage.

## Urbanisme

### Typologie
Au 1er janvier 2024, Arpajon est catégorisée grand centre urbain, selon la nouvelle grille communale de densité à sept niveaux définie par l'Insee en 2022.
Elle appartient à l'unité urbaine de Paris, une agglomération inter-départementale regroupant 407  communes, dont elle est une commune de la banlieue,,.
Par ailleurs la commune fait partie de l'aire d'attraction de Paris, dont elle est une commune du pôle principal,. Cette aire regroupe 1 929 communes,.

### Occupation des sols
| Type d’occupation           | Pourcentage | Superficie (en hectares) |
| --------------------------- | ----------- | ------------------------ |
| Espace urbain construit     | 81,0 %      | 192,81                   |
| Espace urbain non construit | 9,1 %       | 21,61                    |
| Espace rural                | 9,9 %       | 23,56                    |
| Source : Iaurif             |             |                          |

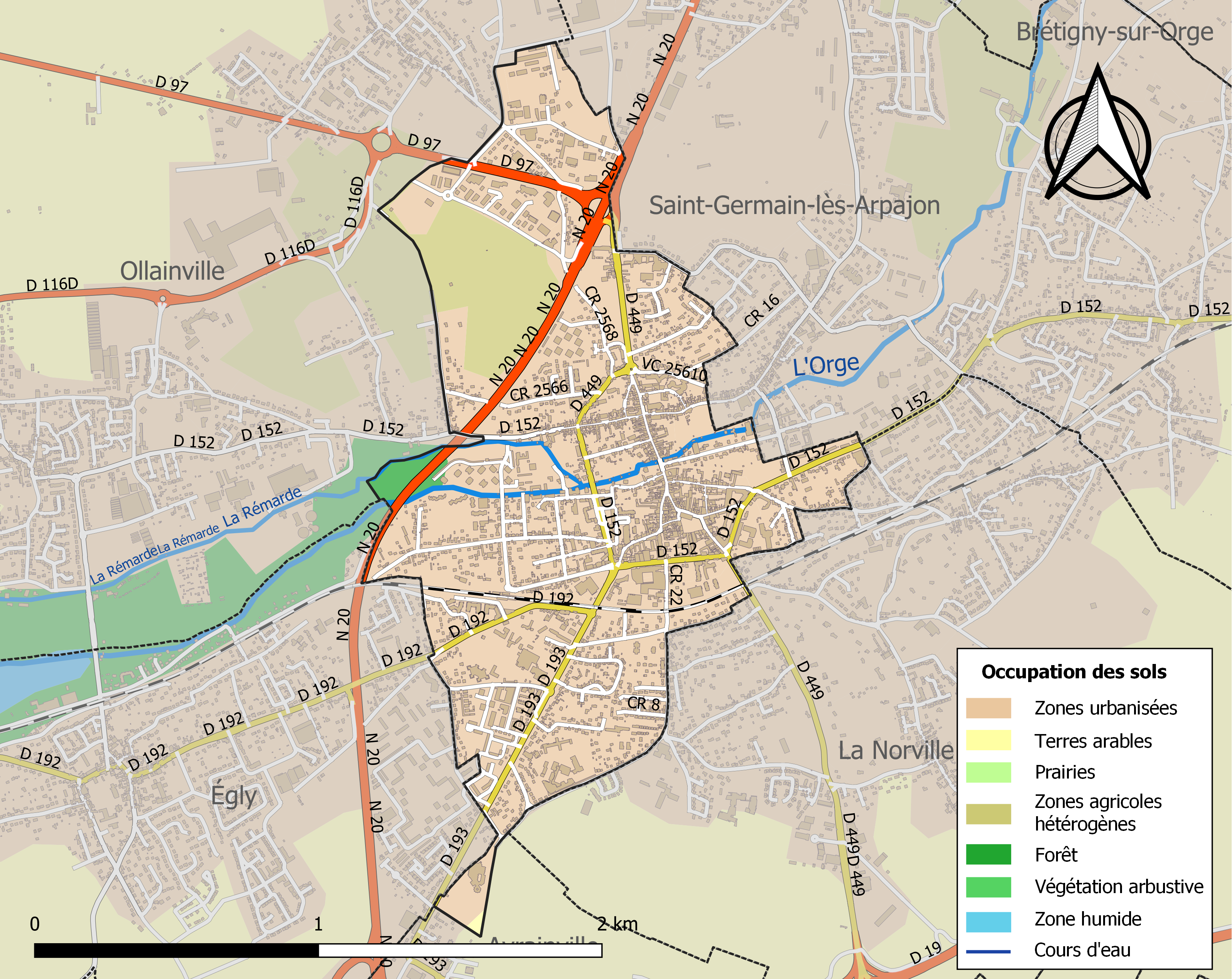
Carte des infrastructures et de l'occupation des sols de la commune en 2018 (CLC).

Les espaces agricoles qui ne représentent que 10 % du territoire sont situés à l’extrême nord-est de la commune en bordure de la route nationale 20

### Morphologie urbaine
La relative petite taille de la commune n’empêche pas une dénivellation importante entre 89 et 47 mètres d’altitude et entraîne une concentration relativement importante des constructions, sur près de 80 % du territoire. .

### Lieux-dits, écarts et quartiers
La commune n’étant pas très étendue, elle ne dispose pas précisément d’un découpage en quartiers. Néanmoins, il est possible de distinguer le centre-ville délimité au nord par la porte de Paris dont deux piliers sont encore visibles et la porte d'Étampes au sud, le quartier de la gare, le moulin de Cerpied. Au nord, à proximité, se trouve le lieu-dit La Montagne, en référence à la côte pour y accéder depuis le centre-ville et, à l’extrême nord, l’ancien quartier des Folies, aujourd’hui devenu la zone d’activités la Butte-aux-Grès. Deuxième zone d’activités, Les Belles-Vues rappellent le caractère dominant la vallée de cet espace jadis agricole.
La ville compte également un quartier prioritaire de la politique de la ville, le « quartier sud », avec deux milliers d'habitants, au sud de la route d’Égly.

### Habitat et logement
En 2021, le nombre total de logements dans la commune était de 5 981, alors qu'il était de 5 213 en 2016 et de 5 015 en 2011.
Parmi ces logements, 89,7 % étaient des résidences principales, 1,7 % des résidences secondaires et 8,6 % des logements vacants. Ces logements étaient pour 20,7 % d'entre eux des maisons individuelles et pour 78,6 % des appartements.
Le tableau ci-dessous présente la typologie des logements à Arpajon en 2021 en comparaison avec celle de l'Essonne et de la France entière. Une caractéristique marquante du parc de logements est ainsi la faible proportion des résidences secondaires et logements occasionnels (1,7 %) par rapport au département (1,9 %) et à la France entière (9,7 %).
| Typologie                                               | Arpajon | Essonne | France entière |
| ------------------------------------------------------- | ------- | ------- | -------------- |
| Résidences principales (en %)                           | 89,7    | 91      | 82,2           |
| Résidences secondaires et logements occasionnels (en %) | 1,7     | 1,9     | 9,7            |
| Logements vacants (en %)                                | 8,6     | 7,2     | 8,1            |

La commune respecte les obligations qui lui sont faites par l'article 55 de la loi SRU de disposer d'au moins 25 % de son parc de résidences principales constituées de logements sociaux.

### Voies de communication et transports

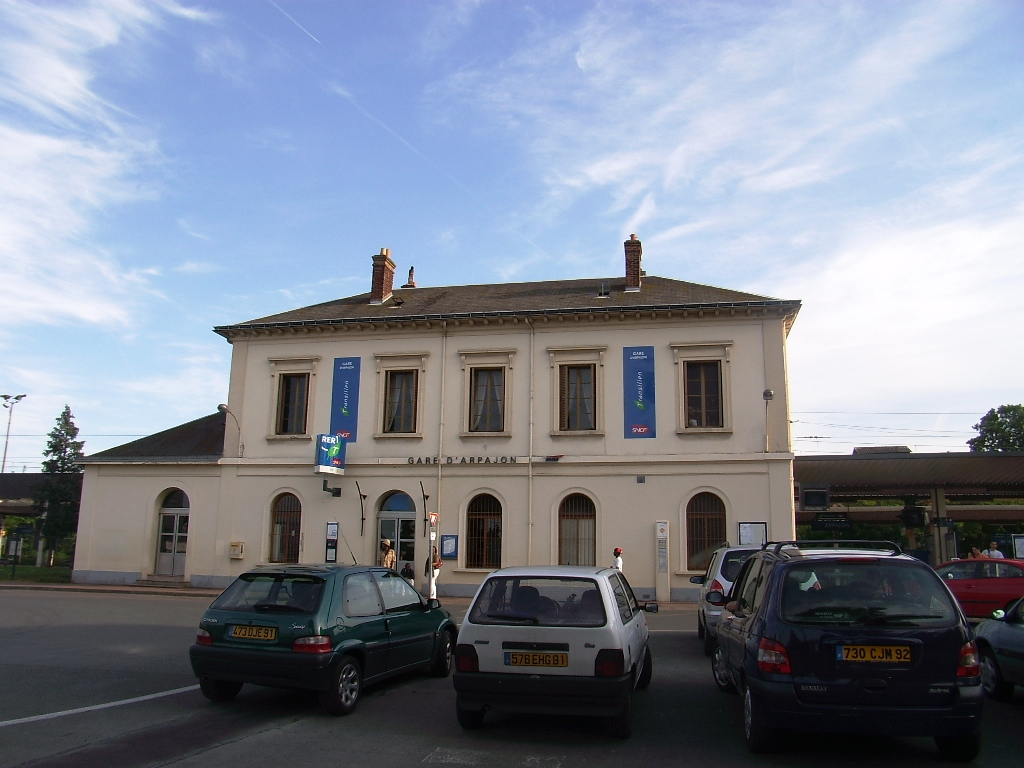
La gare d’Arpajon.

L’axe principal du territoire reste la route nationale 20, qui évite par une déviation à l’ouest le centre-ville depuis 1956 et traverse Arpajon du nord au sud. La commune est aussi le point de convergence de trois routes départementales importantes du département, la route départementale 116 qui mène à Dourdan à l’ouest, la route départementale 449 qui mène à La Ferté-Alais au sud et la route départementale 152 qui mène à Brétigny-sur-Orge à l’est et Limours à l’ouest, doublée par la route départementale 97 aussi vers Limours. S’ajoute la route départementale 192 qui fait office de voie rapide de ce qui tend à devenir l’agglomération d’Arpajon-Égly-Breuillet, la route départementale 193 qui la relie à la route départementale 19. La commune est enfin située à quatre kilomètres au sud de la Francilienne, axe majeur régional qui permet l’accès rapide aux autoroutes A10 et A6.
La commune est aussi traversée d’est en ouest par la ligne Brétigny - Tours, empruntée par la ligne C4 du RER avec un terminus à Dourdan - La Forêt et un accès à la capitale. Elle dispose sur son territoire de la gare d'Arpajon desservie par deux trains par heure et par sens en heure creuse, jusqu'à quatre en heure de pointe (dans le sens de la pointe).
La commune est aussi desservie par les lignes du réseau de bus Cœur d'Essonne 91.04 à destination d’Évry, M151 à destination de Paris-Porte d'Orléans, M153 à destination de Massy-Palaiseau, DM19 à destination de Brétigny-sur-Orge et DM20 pour le pays arpajonnais entre Égly et La Norville. Les lignes 68.01 et 4555 mènent à Bruyères-le-Châtel et Boissy-sous-Saint-Yon. La ligne 39.18 du réseau de bus Centre et Sud Yvelines mène à Limours-en-Hurepoix. Des navettes gratuites assurent le transport sur le territoire communal, dont certaines dédiées au troisième âge.
L’aéroport Paris-Orly n’est situé qu’à dix-huit kilomètres, facilement accessible par la route nationale 20, l’aéroport Paris-Charles-de-Gaulle est lui situé à cinquante et un kilomètres. Pour le trafic particulier et de loisir, l’aéroport d'Étampes Mondésir est lui à vingt-sept kilomètres.

## Toponymie
Castra, Castra vico (sur une pièce de monnaie mérovingienne.), Castrinse territorium, Chastres vers l’an 250, Châtres, Châtres-sous-Montlhéry au XVIIe siècle, Castra Arpajonis au XVIIIe siècle.
Les Gallo-romains placèrent un castrum pour surveiller le passage de l’Orge sur la route entre Lutèce et Cenabum, castrum qui devint Chastres vers l’an 250 puis Châtres (parfois Châtres-sous-Montlhéry) au XVIIe siècle avec la réforme de l’orthographe et l’apparition de l’accent circonflexe à la place du « s » muet. Chastres pourrait aussi signifier « pays des rivières » dans « la langue des barbares »[source insuffisante]. Chastres, l'ancien nom d'Arpajon, est issu du latin castrum désignant une place fortifiée.
En 1720, Louis VI issu de la famille d'Arpajon du Rouergue achète le marquisat de Châtres. Il obtint du régent Philippe d’Orléans le privilège de donner son nom à la ville qui devint Arpajon, diffusant de force le nom en battant les paysans qui avaient le malheur de répondre Châtres à la question « où résides-tu ? ». En 1794, Philippe de Noailles et son épouse Anne Claude Louise d'Arpajon, première dame d’honneur de Marie-Antoinette sont guillotinés ; en 1793 la commune prit le nom de Franc-val ou Francval pour revenir rapidement à Arpajon.
À l’instar d’Avignon et d’Arles, la préposition « en » n’est pas utilisée. On dira « une résidence à Arpajon ». À l’inverse, l’on dira « une résidence en Arpajonnais ».

## Histoire

### Antiquité
À l’époque de la Gaule romaine, un castrum est installé au croisement entre la route de Lutèce à Cenabum et la rivière l’Orge dans la vallée, sur ce qui était le territoire de la tribu des Parisii. La mise au jour en 1960 de vestiges, notamment d’un cimetière gallo-romain certifie cette occupation antique. L’évolution du nom vers Chastres est parfois datée vers l’an 250. Deux monuments mégalithiques subsistent, l’un dans le parc de la bibliothèque, l’autre proche de la Rémarde, une inscription en gaulois est retrouvée en 1947 et conservée au musée municipal de Saint-Germain-en-Laye.

### Moyen Âge, le bourg de Chastres-sous-Montlhéry
Au Xe siècle, une première église est bâtie dans le village, mais elle est vite ruinée. En 1006, elle est confiée par Renaud de Vendôme, évêque de Paris, aux moines bénédictins de l’abbaye de Saint-Maur qui rebâtissent l’église, son clocher et la consacrent au pape Clément Ier. Ils y ajoutent un cloître, un prieuré et une grange aux dîmes.
Un document daté de 1265 atteste la présence à Arpajon d’un hôtel-Dieu pour l’hébergement des voyageurs et indigents. Il y a aussi plusieurs moulins sur l’Orge et la Rémarde. La ville est fortifiée et dispose alors de cinq portes.
En 1317, Pierre de Chastres est inhumé dans l’église paroissiale. En 1360, pendant la guerre de Cent Ans, la ville est assiégée par le roi Édouard III d'Angleterre et l’église, où huit cents personnes s’étaient réfugiées, est incendiée, ne laissant aucun survivant.
En 1470 la seigneurie de Chastres appartient au seigneur de Marcoussis. En juillet 1470, le roi Louis XI autorise, pour son conseiller et chambellan Jean de Graville, deux jours de foire à Chastres-sous-Montlhéry par ses lettres patentes. Louis Malet de Graville fait construire une halle au croisement des routes de Paris à Étampes et de Dourdan à Corbeil.

### Époque moderne, de Chastres à Arpajon

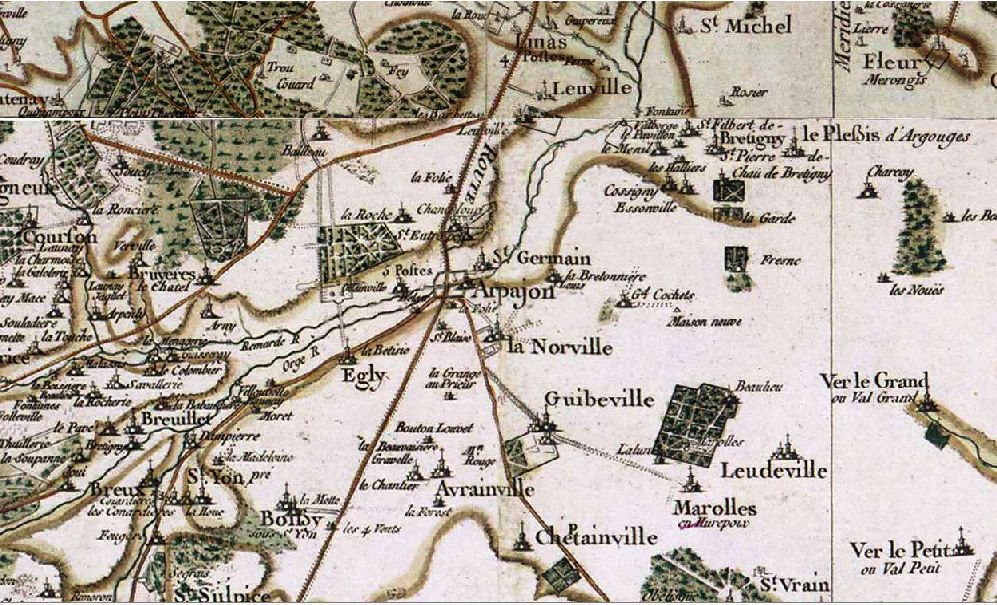
Carte d’« Arpajon » selon Cassini (XVIIIe siècle).

En 1510, les moines, grâce à la générosité des familles Graville et Montagu, entreprennent des rénovations importantes sur l’église et, en 1542, est créée la subdélégation de Chastres rattachée à la généralité de Paris. En 1545, la seigneurie de Chastres devient indépendante.
En 1643 est fondue la cloche nommée Antoinette. Le 28 avril 1652, Turenne stationne ses troupes à « Chastres » pour protéger la cour à Saint-Germain avant de marcher sur Étampes le 3 mai.
En 1717, l’hôtel-Dieu est entièrement reconstruit. En 1720, Louis de Sévérac, marquis d’Arpajon, issu de la grande maison d'Arpajon, l’achète et obtient de Philippe d’Orléans le privilège de donner son nom à la commune. Toutefois, la diffusion est longue et les paysans qui refusent d’abandonner le nom de Châtres sont bastonnés. Il s’engage aussi à réduire les impôts seigneuriaux pendant deux ans. De cette famille sont issues les armes parlantes de la ville. En 1733, il fait abattre l’ancienne porte de ville du nord, trop étroite pour les nombreux chariots et érige à la place deux pilastres, l’actuelle porte de Paris. Mort le 21 août 1736, il est inhumé dans le chœur de l’église paroissiale.
En 1782, Benjamin Franklin installe un paratonnerre sur la flèche de l'église Saint-Clément.

### Révolution française et Empire

#### Révolution française, Arpajon devient Francval
À la Révolution française, la commune choisit de porter le nom de Francval. Une coutume existe de donner le nom du lieu de baptême comme deuxième ou troisième prénom : c’est ainsi qu’un garçon est prénommé Francval l’an II.
Le seigneur du lieu, Philippe de Noailles, est condamné par le tribunal révolutionnaire comme « contre-révolutionnaire » à l'occasion de la prétendue conspiration des prisons et guillotiné avec son épouse[précision nécessaire] Anne Claude Louise d'Arpajon, première dame d’honneur de Marie-Antoinette, et d'autres membres de sa famille le 27 juin 1794.

#### NapoléonIeret Joséphine à Arpajon
Le château est vendu en 1802 et démoli. En 1800 est créé le canton d'Arpajon, alors rattaché à l’arrondissement de Corbeil dans le département de Seine-et-Oise. En 1806, Napoléon Ier et l’impératrice Joséphine visitent la ville et offrent le maître-autel de l’église.

### Époque contemporaine

#### Travaux d'urbanisme auXIXesiècle
En 1833 est inauguré un grand hôtel des postes et télégraphes.
La deuxième moitié du XIXe siècle a lieu le percement du boulevard de la Gare, l’inauguration en 1865 de la gare d'Arpajon et la construction de villas de villégiature.
En 1868, la commune se dote d’un hôtel de ville à la place du château seigneurial, puis, en 1889, achète la pagode présentée par le Tonkin lors de l’exposition universelle de Paris.

#### Industrie et chemin de fer dans la seconde moitié duXIXesiècle
En 1851, les frères Martin, originaires de Limoges, implantent une usine de chaussures qui, en 1900, emploie quatre cent cinquante adultes et environ cinquante enfants. Elle est rachetée par les chaussures André en 1920 et ferme ses portes définitivement en 1956.

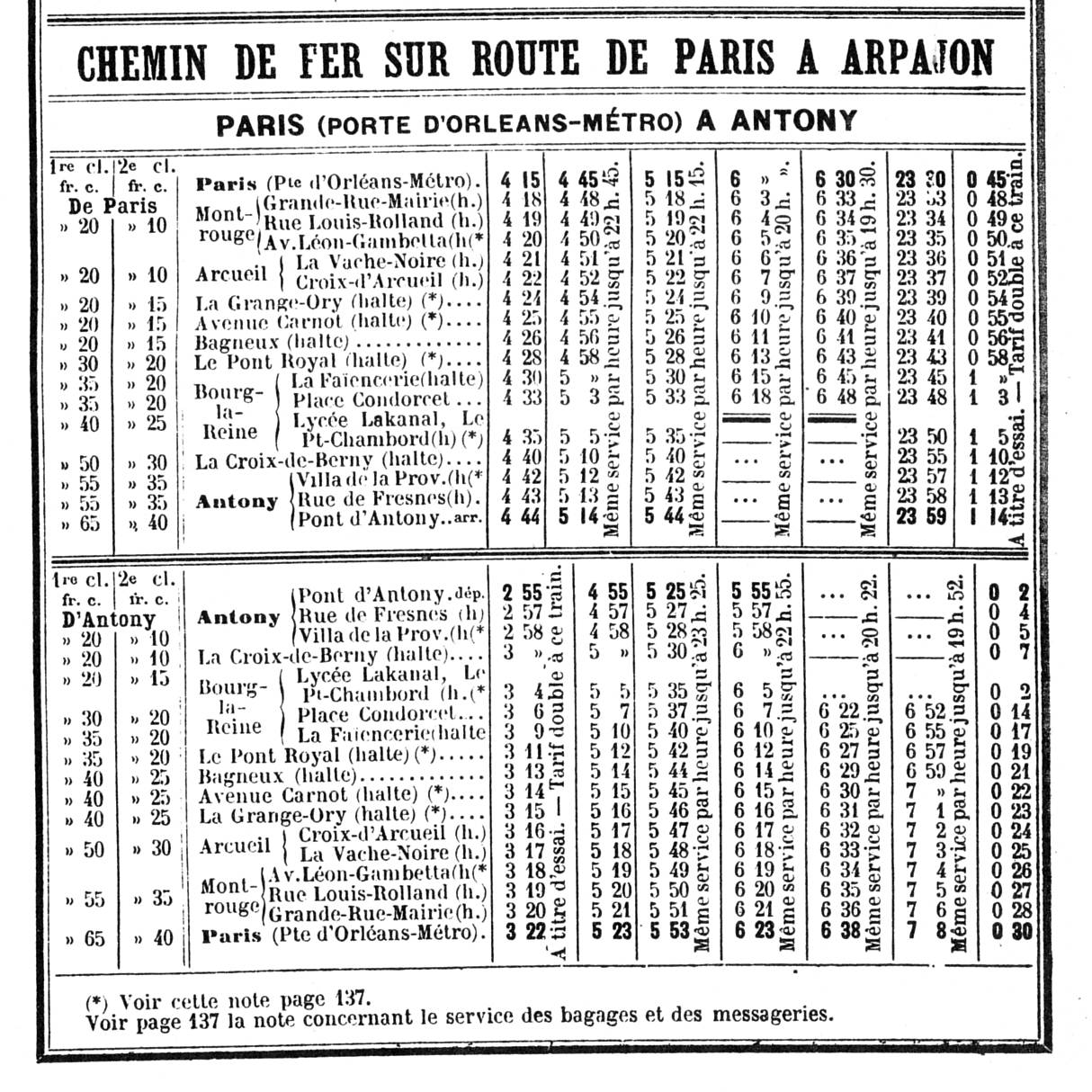
Horaire de l'Arpajonnais en mai 1914.

Cette même année est créée la « Compagnie de chemin de fer sur route de Paris à Arpajon », qui ouvre en 1893 le tronçon Porte d'Orléans-Antony, puis Antony-Longjumeau, Longjumeau-Montlhéry et, enfin, en 1894, Montlhéry-Arpajon pour le transport des voyageurs.
Dans les villages environnants, Marcoussis, Linas, Montlhéry, le maraîchage est très important et conduit, de 1911 à 1936, à l’élargissement de l’Arpajonnais aux tomates, fraises, haricots cultivés dans les champs vers les halles de Paris[incompréhensible].

Modernisation d’Arpajon au XIXe siècle
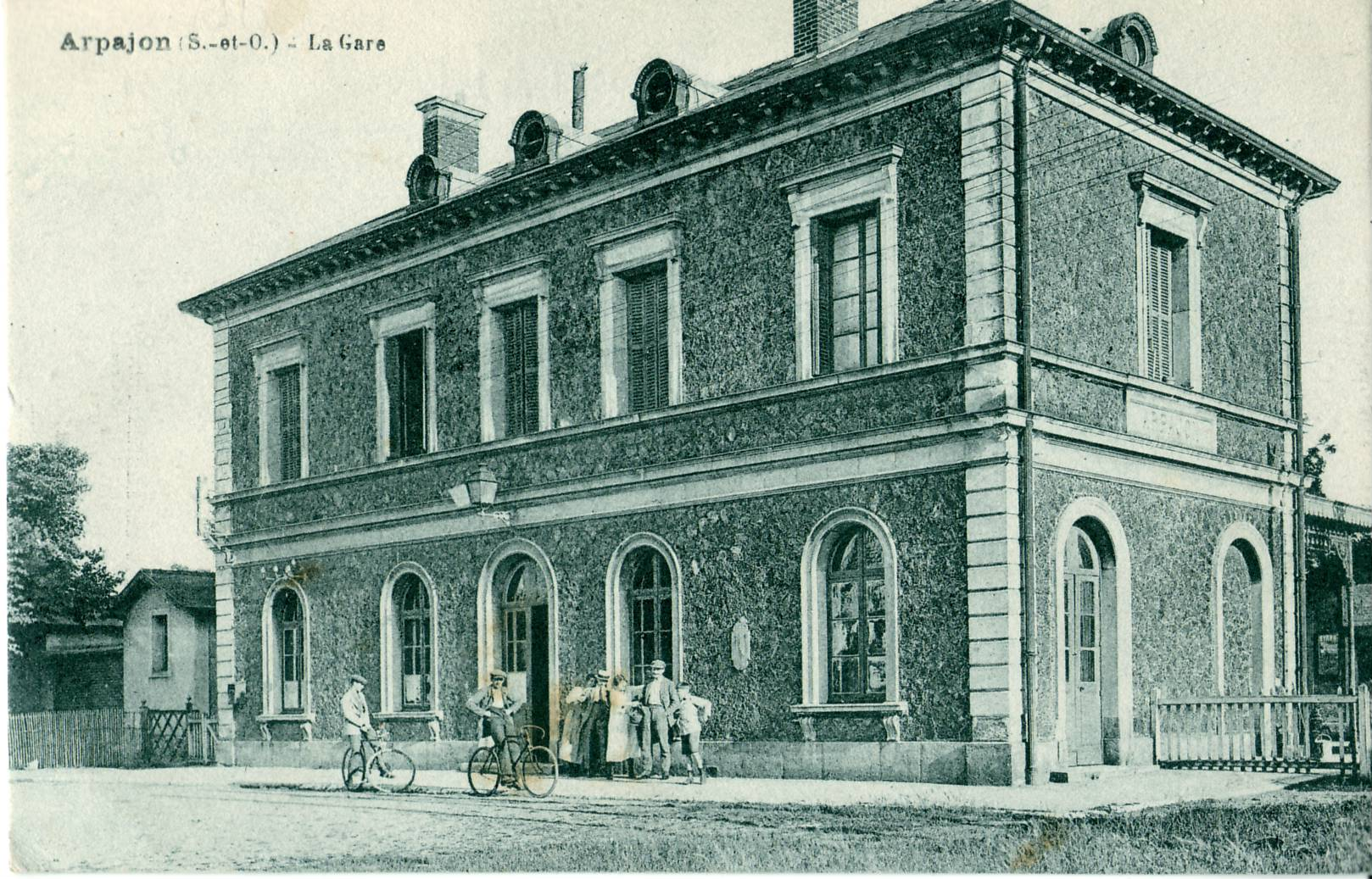
La gare d’Arpajon au début du XXe siècle.
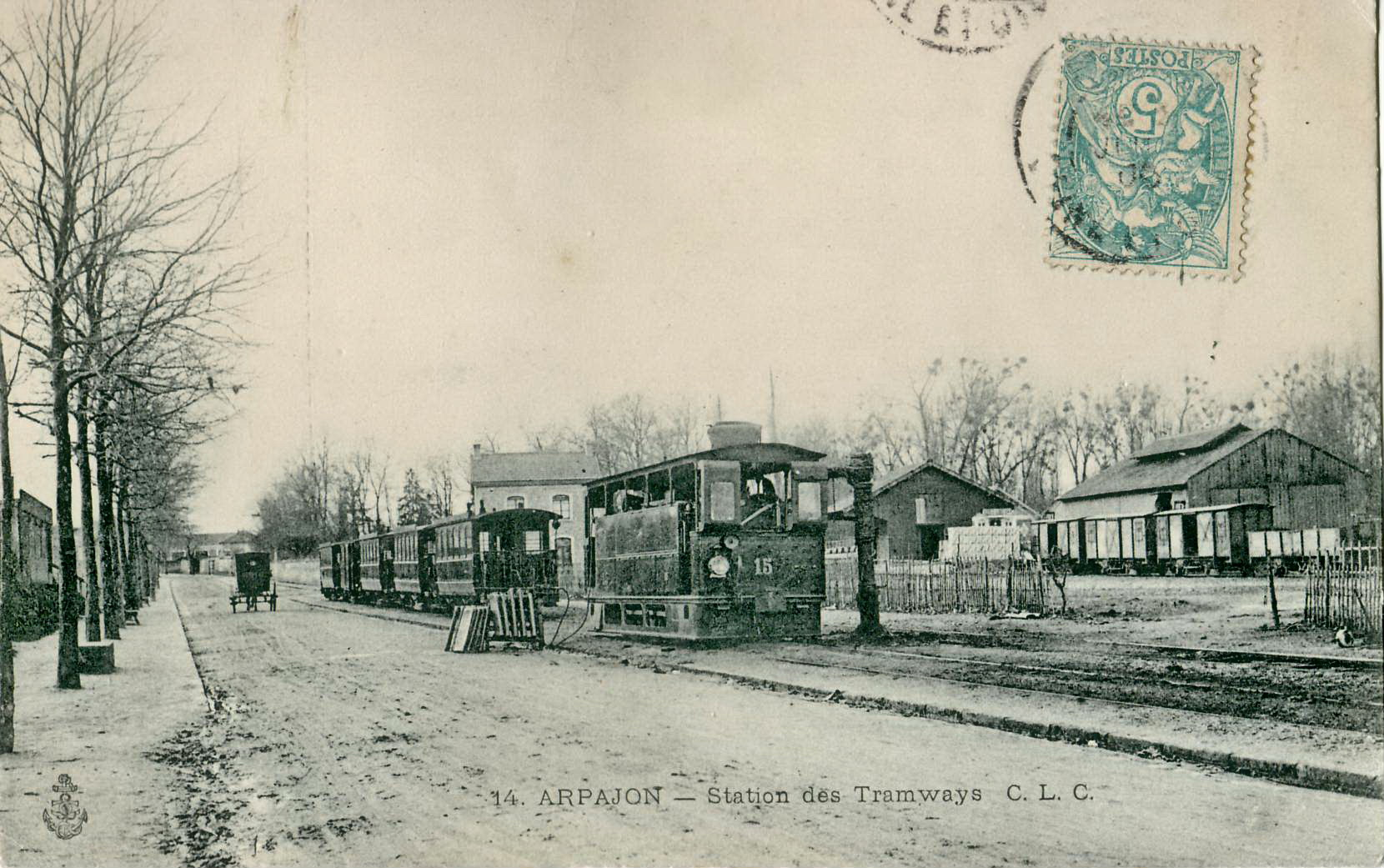
La station de l'Arpajonnais implantée à un kilomètre de la gare d'Arpajon était exploitée au début du XXe siècle par la CGB.
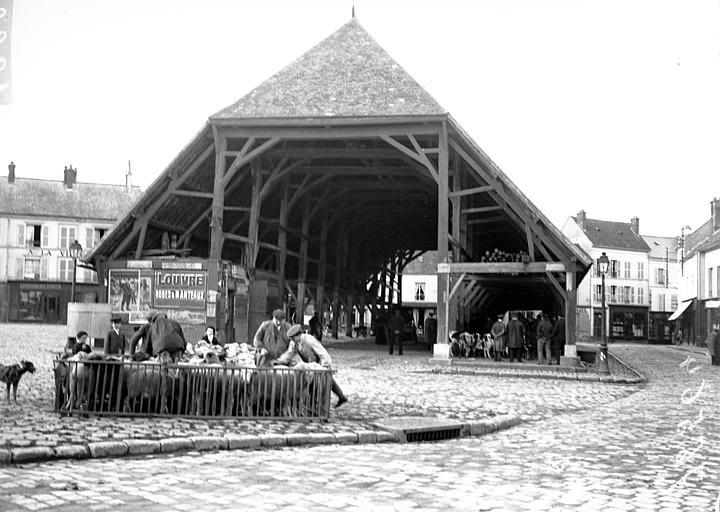
La halle au début du XXe siècle.

#### Première Guerre mondiale, un hôpital militaire à Arpajon
Pendant la Première Guerre mondiale, la maison Fenaille devient l’hôpital auxiliaire de l’association des Dames de France (HAADF) no 209, tandis que la maison Salavin devient l’HAADF no 283.

#### Une première moitié deXXesiècleindustrielle
Durant la première moitié du XXe siècle, la commune voit l'essor de plusieurs activités industrielles qui créent de l'emploi pour la population du canton.
À côté des Régies de gaz et d'électricité (respectivement 1025 et 400 abonnés en 1925) employant une nombreuse main-d'œuvre, des entreprises privées se développent, les Chaussures André (348 ouvriers en 1928, 427 ouvriers en 1938, 410 ouvriers en 1950), les Établissements Morel (32 ouvriers en 1928, 80 ouvriers en 1938, 48 employés et ouvriers en 1950) pour la colle et les produits pour chaussures, les Établissements Labord (10 ouvriers en 1928, 17 employés et ouvriers en 1950) pour les colles industrielles et les trépointes, les Chaussures Dressoir, les Chaussures Aimont et Vve Depal, l'atelier de chaussures Slim, les Moteurs Constan (atelier de mécanique), une fabrique de boutons (Castary).
Vinrent s'ajouter également les Établissements Edgar Franck qui deviendront Calorstat (54 cadres, employés et ouvriers en 1950) pour les équipements automobiles, les Établissements Mercier (43 employés et ouvriers en 1950 sous le nom Mercier-Pincemaille) pour les travaux publics, Les Entrepôts de l'Orge (36 cadres, employés et ouvriers en 1950) pour les vins et spiritueux, les Établissements Lagrange et Rondeau (34 cadres, employés et ouvriers en 1950 sous le nom de Lagrange) pour les charpentes de bois, les Établissements Cherblanc (26 cadres, employés et ouvriers en 1950) pour les chaussures de luxe, les Établissements Lissac (une vingtaine de personnes en 1950) pour les lunettes, les Établissements Coret (13 cades, employés et ouvriers) pour la quincaillerie, les Établissements Sari (12 cadres, employés et ouvriers) pour les phosphates et de nombreuses entreprises artisanales employant moins de 10 personnes.

#### Entre deux guerres
En 1922 est inaugurée la première Foire aux haricots, classée foire nationale en 1970[réf. nécessaire].
Le 6 juillet 1924, sur la longue ligne droite de la route nationale 20 entre Arpajon et Torfou, René Thomas établit un record de vitesse terrestre avec 230,47 km/h sur une Delage La Torpille, suivi le 12 juillet 1924 par Ernest A. D. Eldridge qui augmenta la vitesse à 234,98 km/h sur une Fiat SB4 « Mefistofele ». En août 1930, Michel Doré obtient les records mondiaux de catégorie huit cylindres, sur le kilomètre et le mille départ lancé, à plus de 222 km/h sur une Panhard lors du « Meeting des records ».
En 1934, l’Hôtel-Dieu devint un hospice à la suite de la construction d’un premier hôpital hors de la ville.

#### Seconde Guerre mondiale
Le 22 août 1944, la première colonne de la septième division blindée américaine (général Silvester Lindsay MacDonald), en provenance d'Ollainville, libère la commune, entraînant la liesse générale place de la Mairie et place du Marché : elle tente sans succès une incursion vers Montlhéry. En fin de soirée, un détachement de la deuxième division blindée française (général Leclerc) — en provenance de Limours — conduit par le commandant de Guillebon vient reconnaître la situation sur la route nationale 20 et passe la nuit au lieu-dit la Montagne. Le 23 août 1944, la septième division poursuit sa route vers l'est (Corbeil) afin de contourner Paris. Le détachement de la deuxième division blindée s’en retourne, laissant la population arpajonnaise inquiète malgré la présence des Forces françaises intérieures locales. Le 24 août 1944, le groupement tactique V de la deuxième division blindée commandé par le colonel Warabiot quitte Rambouillet au lever du jour et atteint Arpajon dans la matinée : le général Leclerc rencontre Jacques Chaban-Delmas (sorti clandestinement de Paris) sur la route nationale 20, en amont d’Arpajon. La commune est définitivement libérée.

#### Le sport à Arpajon dans la seconde moitié duXXesiècle
En 1955, une carrière située au lieu-dit La Petite-Folie, à cheval sur les communes d’Arpajon et de Saint-Germain-lès-Arpajon, est aménagée en terrain de moto-cross sous l’impulsion de Roger Pinard qui tient alors un magasin de motocyclettes à La Montagne : lui-même et le jeune Georges Diani en deviennent les vedettes locales. Ils ne peuvent rivaliser avec les champions nationaux qui s'y produisent, Rémy Julienne, qui fonde ensuite une troupe de cascadeurs pour le cinéma, Louis Meznarie qui devient préparateur pour les 24 heures du Mans, Robert et Claire Adnet père et fille, coéquipiers en side-car..., mais y disputent plusieurs manches du championnat de France.
Le 23 avril 1977, Arpajon est sur le passage du tour cycliste de l'Essonne. Arpajon est aussi la dernière ville étape du tour de France 1999 avant un trajet de cent quarante-trois kilomètres vers Paris.

#### Une économie orientée vers le commerce et les services dans l'Après-Guerre
La commune a perdu son rôle agricole (trois exploitations seulement subsistent) et industriel. Elle reste toutefois dotée d’un centre-ville riche en commerces de proximité rassemblés autour d’une association de commerçants. Plus de six cents entreprises sont installées dans la commune dont près d’un tiers de commerces. En 2004, cinquante-deux entreprises ont été créées dans la commune. Deux zones industrielles regroupent la plupart des autres structures, les Belles-Vues et la Butte-aux-Grès, toutes deux situées au nord de la commune en bordure de la route nationale 20.
De 1985 à 2009, un greffe du tribunal d’instance est installé dans la commune.

## Politique et administration

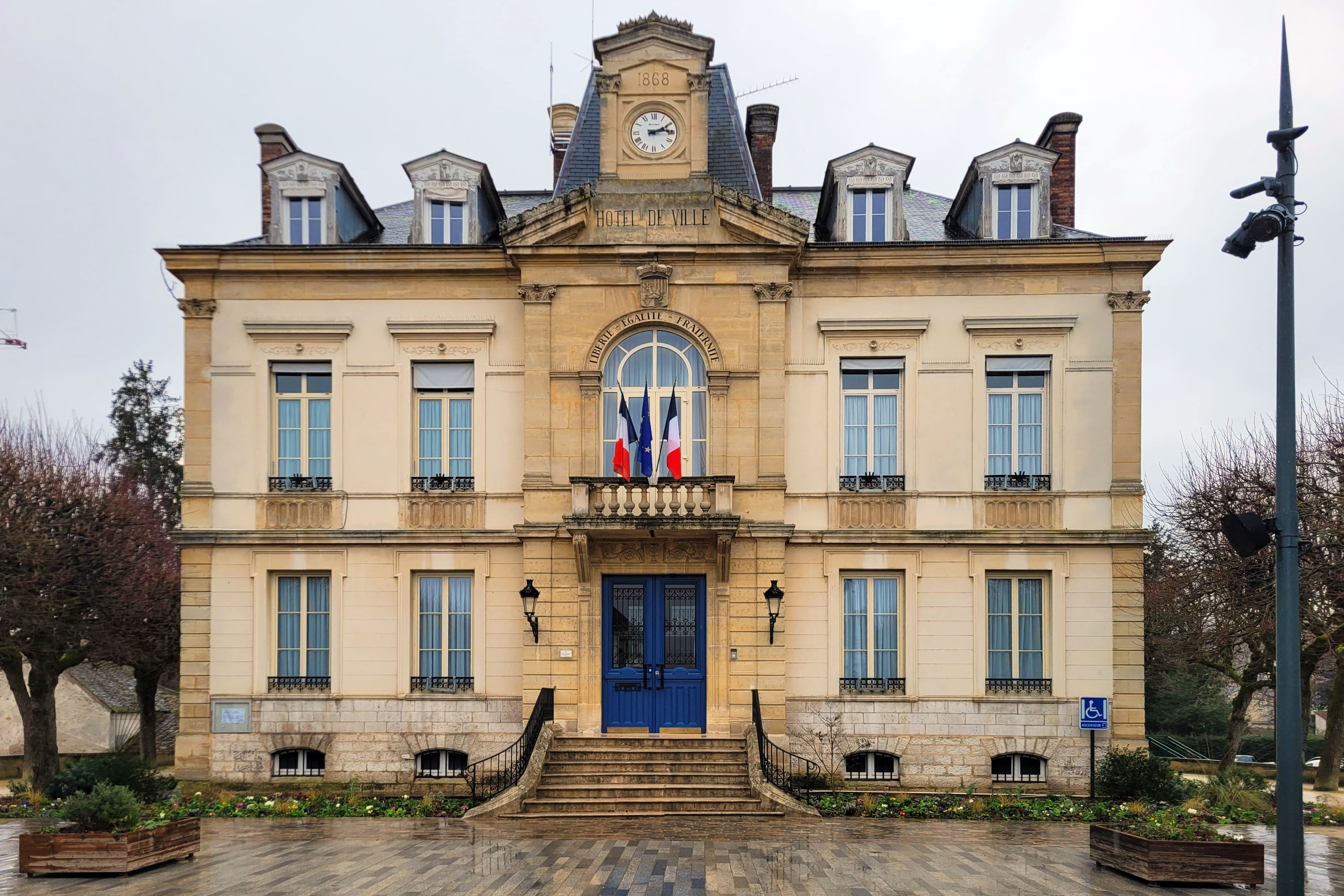
Façade de l’hôtel de ville d’Arpajon (février 2024).

### Rattachements administratifs et électoraux

#### Rattachements administratifs
Antérieurement à la loi du 10 juillet 1964, la commune faisait partie du département de Seine-et-Oise. La réorganisation de la région parisienne en 1964 fit que la commune appartient désormais au département de l'Essonne et à son arrondissement de Palaiseau après un transfert administratif effectif au 1er janvier 1968,.
Elle était depuis 1793 le chef-lieu du canton d'Arpajon de Seine-et-Oise ouis de l'Essonne. Dans le cadre du redécoupage cantonal de 2014 en France, cette circonscription administrative territoriale a disparu, et le canton n'est plus qu'une circonscription électorale.

#### Rattachements électoraux
Pour les élections départementales, la commune est depuis 2014 le bureau centralisateur d'un nouveau canton d'Arpajon porté de 10 à 16 communes.
Pour l'élection des députés, elle fait partie de la troisième circonscription de l'Essonne.

### Intercommunalité
Arpajon était le la ville principale de la communauté de communes de l'Arpajonnais, un établissement public de coopération intercommunale (EPCI) à fiscalité propre créé en 2003 et auquel la commune avait transféré un certain nombre de ses compétences, dans les conditions déterminées par le code général des collectivités territoriales.
Dans le cadre des dispositions de la loi portant nouvelle organisation territoriale de la République du 7 août 2015, qui prévoit que les établissements publics de coopération intercommunale (EPCI) à fiscalité propre doivent avoir un minimum de 15 000 habitants, cette intercommunalité a fusionné avec la communauté d'agglomération du Val d'Orge pour former, le 1er janvier 2017, la communauté d'agglomération dénommée Cœur d'Essonne Agglomération dont est désormais membre la commune.

### Tendances politiques et résultats
La vie politique d’Arpajon des dernières années se caractérise par une certaine ambivalence des résultats, suivants fréquemment les tendances nationales. La commune, qui fut quelque temps à droite, bascula d’une courte avance en 2001 à gauche avec l’élection de Pascal Fournier (socialiste) réélu dès le premier tour en 2008 avec 77,29 % des suffrages. De fait, les scrutins locaux (élections cantonales ou régionales) sont systématiquement remportés par la gauche, exception faite de l’élection cantonale partielle de 2004 remportée à seulement 50,87 % par Philippe Le Fol (DVD).
À l’inverse, et toujours conformément aux résultats nationaux, les élections législatives de 2002 et 2007 comme les élections présidentielles en 2002 et 2007 ont été largement remportées par la droite parlementaire. En 2002, le résultat de Jean-Marie Le Pen (18,20 %) fut toutefois supérieur à Arpajon, tant par rapport au chiffre national (17,79 %) que départemental (15,04 %).
De la même manière, les électeurs arpajonnais ont suivi la mouvance nationale lors du scrutin européen de 2004 où la gauche devançait la droite de peu mais aussi à l’occasion du référendum relatif au traité établissant une Constitution pour l’Europe où le « non » l’a emporté.

#### Élections présidentielles, résultats des deuxièmes tours
- Élection présidentielle de 2002 : 81,80 % pour Jacques Chirac (RPR), 18,20 % pour Jean-Marie Le Pen (FN), 75,00 % de participation[56].
- Élection présidentielle de 2007 : 56,76 % pour Nicolas Sarkozy (UMP), 43,24 % pour Ségolène Royal (PS), 82,56 % de participation[57].
- Élection présidentielle de 2012 : 50,16 % pour Nicolas Sarkozy (UMP), 49,84 % pour François Hollande (PS), 77,58 % de participation[58].
- Au premier tour de l'élection présidentielle de 2017, les électeurs de la commune ont choisis les quatre premiers candidats suivants : Emmanuel Macron (23,37 % des suffrages exprimés), Marine Le Pen (20,50 %), Jean-Luc Mélenchon (20,17 %) et François Fillon (19,53 %). 
Au second tour, le candidat élu Emmanuel Macron a obtenu 2 630 voix (68,10 %) et Marine Le Pen 1 232 voix (31,90 %), lors d'un scrutin où 28,67 % des électeurs se sont abstenus[59].
- Au premier tour de l'élection présidentielle de 2022, les électeurs de la commune ont choisis les quatre premiers candidats suivants : Emmanuel Macron (27,27 % des suffrages exprimés), Jean-Luc Mélenchon (25,94 %), Marine Le Pen (19,75 %) et Éric Zemmour (6,55 %). 
Au second tour, le candidat élu Emmanuel Macron a obtenu 1 395 voix (36.18 %) et Marine Le Pen 1 396 voix (36,82 %), lors d'un scrutin où 32,52 % des électeurs se sont abstenus[60]..

#### Élections municipales
- Élections municipales de 2001[61] : 38,14 % pour Pascal Fournier (DVG), 35,79 % pour Patrick Sarradeil (DVD), 58,17 % de participation[62].
- Élections municipales de 2008 : 77,29 % pour Pascal Fournier (PS) élu au premier tour, 22,71 % pour Philippe Catrou (UMP), 55,77 % de participation[63].
- Au second tour des élections municipales de 2014 dans l'Essonne, la liste PS menée par le maire sortant Christian Béraud[64] obtient la majorité absolue des suffrages exprimés, avec  1 682 voix (51,04 %,  25 conseillers élus dont 5 communautaires), devançant très largement celles menées respectivement par[65] : 
- Arnaud Mathieu (UMP, 1 047 voix, 31,77 %, 5 conseillers municipaux élus dont 1 communautaire) ; 
- Alain Buffle (FN, 566 voix, 17,17 %, 3 conseillers municipaux élus). 
Lors de ce scrutin, 44,36 % des électeusr se sont abstenus.

- Au premier tour des élections municipales de 2020 dans l'Essonne, la liste DVC menée par le maire sortant Christian Béraud obtient la majorité absolue des suffrages exprimés, avec  1 276 voix (57,86 %, 26 conseillers municipaux élus dont 2 communautaires), devançant très largement celles menées respectivement par[66] : 
- Isabelle Perdereau (DVD, 640 voix, 29,02 %, 5 conseillers municipaux élus dont 1 communautaire) ; 
-  Pascale Perron (PCF, 289 voix, 13,10 %, 2 conseillers municipaux élus).
Lors de ce scrutin marqué par la pandémie de Covid-19 en France, 62,37 % des électeusr se sont abstenus.

### Jumelages
| Freising Arpajon |

Arpajon a développé des associations de jumelage avec :
- Freising (Allemagne) depuis 1990, en allemand Freising, située à 701 kilomètres[75].

## Équipements et services publics

### Espaces publics
Le patrimoine environnemental permet à Arpajon d’être récompensé en 2008 par deux fleurs au concours des villes et villages fleuris.

### Enseignement
Les établissements scolaires d’Arpajon sont rattachés à l’académie de Versailles.
La commune dispose sur son territoire de l’école primaire Édouard-Herriot, des écoles maternelles Anatole-France et La Rémarde et de l’école élémentaire Victor-Hugo. S’ajoute l’école privée catholique Sainte-Jeanne-d’Arc rattachée au diocèse. Étrangement, la commune n’est pas équipée sur son territoire de collège, les élèves doivent se rendre dans les communes voisines de La Norville aux collèges Jean-Moulin et Albert-Camus ou Saint-Germain-lès-Arpajon au collège Roland-Garros.
Elle dispose cependant de trois lycées, le général et technologique Edmond-Michelet qui dispense une formation au BTS IRIS, le général et technologique René-Cassin qui affichait en 2007 88 % de réussite au baccalauréat et le professionnel Paul-Belmondo. Dans les locaux du centre hospitaliers se trouve aussi un centre de formation d’aides-soignants.
Un centre d'information et d'orientation est présent dans la commune. Des centres de loisirs accueillent les enfants hors temps scolaires, deux crèches accueillent les jeunes enfants. La PEEP et la FCPE sont présentes dans la commune.
Un institut de formation aide-soignant (IFAS) est implanté dans le centre hospitalier d'Arpajon.

### Équipements culturels

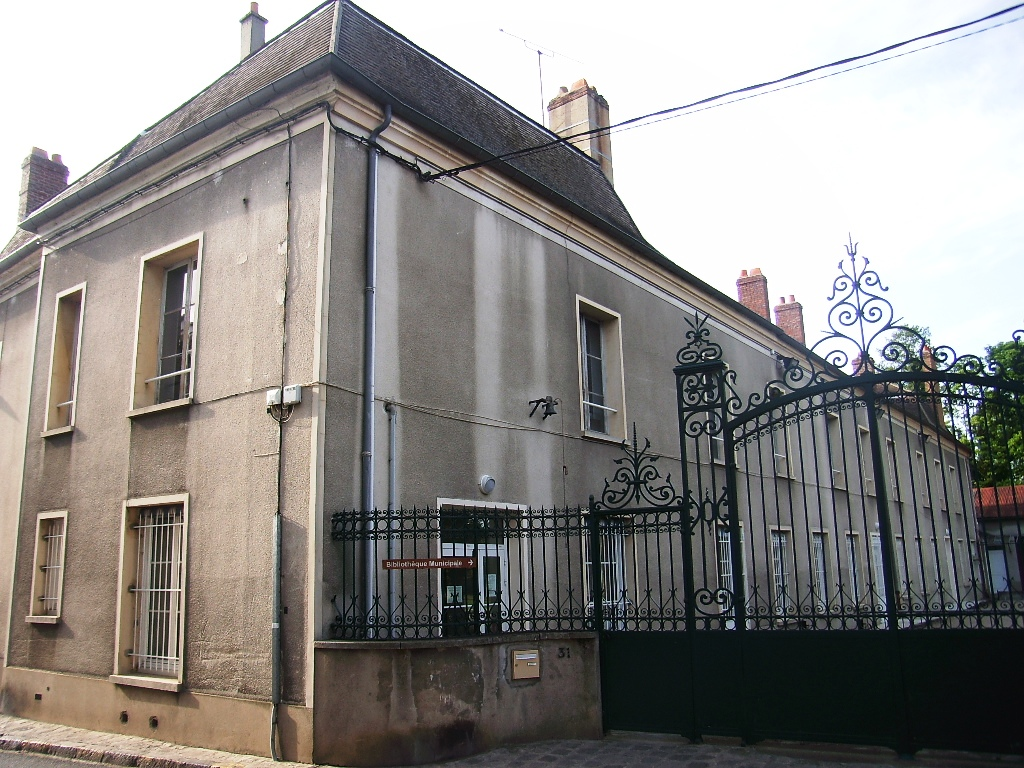
La bibliothèque municipale installée dans les anciennes écuries du château.

Pour les manifestations culturelles, la commune dispose de la salle d’exposition Francval. Le cinéma Stars et ses cinq salles projette parfois des films d’art et d’essai. Ce cinéma, fermé depuis 2020, a été réhabilité et rouvert le 15 octobre 2022 sous le nom de Première Cinémas Arpajon en référence au magazine cinématographique Première.
Un conservatoire d'enseignement artistique communautaire propose aux Arpajonnais l'enseignement des musiques classique et actuelle, de la danse classique et du théâtre, une bibliothèque est aménagée dans les anciennes écuries du château.
Vingt-quatre associations œuvrent à la promotion et la diffusion de la culture.[Passage à actualiser]

### Santé
La commune dispose sur son territoire d’un centre hospitalier d’une capacité de trois cent deux lits, répartis dans les services de chirurgie, obstétrique, pédiatrie, gastro-entérologie, diabétologie, cardiologie, pneumologie et radiographie. Un service d’urgences complété par la structure mobile d'urgence et de réanimation est actif pour les quarante-deux communes environnantes. Le centre est réparti sur quatre sites, l’hôpital en centre-ville, le centre de réadaptation dans la commune voisine d’Égly et les maisons de retraites Village du Pays de Châtres et Guinchard, cette dernière accueillant les malades d’Alzheimer en journée. Un centre de planification familiale et de protection maternelle et infantile est implanté dans la commune.
L’hôpital privé de Paris-Essonne, anciennement clinique des Charmilles, complète l’offre avec soixante lits, un service de chirurgie et une spécialisation en pathologies de la face : ophtalmologie, otorhinolaryngologie et stomatologie.
En ville, quarante-sept médecins et douze chirurgiens-dentistes exercent, quatre pharmacies distribuent les remèdes.

### Justice, sécurité, secours et défense

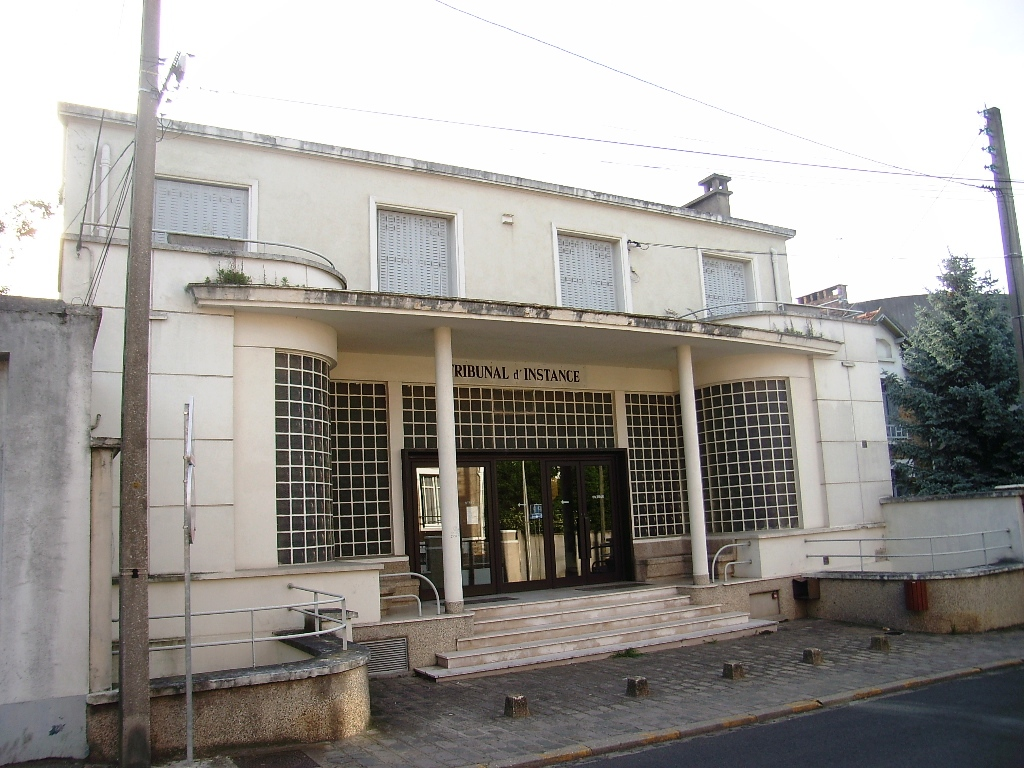
L’ancien tribunal d’instance, anciens Bains-Douches municipaux.

La sécurité de la commune est assurée par la présence sur son territoire d’un commissariat de police et d’un centre de secours et incendie.
Deux offices notariaux, une étude d’huissier de justice et deux avocats rattachés au barreau d’Évry sont implantés dans la commune.
La commune disposait avant la réforme de la justice d’un tribunal d’instance mais dépend aujourd’hui de celui de Longjumeau, comme pour le conseil des prud’hommes et des tribunaux de grande instance et de commerce d’Évry, tous attachés à la cour d'appel de Paris.

## Population et société

### Démographie
Les habitants sont nommés les Arpajonnais.

#### Évolution démographique
L'évolution du nombre d'habitants est connue à travers les recensements de la population effectués dans la commune depuis 1793. Pour les communes de plus de 10 000 habitants les recensements ont lieu chaque année à la suite d'une enquête par sondage auprès d'un échantillon d'adresses représentant 8 % de leurs logements, contrairement aux autres communes qui ont un recensement réel tous les cinq ans,.

En 2022, la commune comptait 11 503 habitants, en évolution de +12,48 % par rapport à 2016 (Essonne : +2,89 %, France hors Mayotte : +2,11 %).
| 1793  | 1800  | 1806  | 1821  | 1831  | 1836  | 1841  | 1846  | 1851  |
| ----- | ----- | ----- | ----- | ----- | ----- | ----- | ----- | ----- |
| 1 988 | 2 153 | 2 110 | 2 173 | 2 165 | 2 172 | 2 234 | 2 017 | 2 094 |

| 1856  | 1861  | 1866  | 1872  | 1876  | 1881  | 1886  | 1891  | 1896  |
| ----- | ----- | ----- | ----- | ----- | ----- | ----- | ----- | ----- |
| 1 890 | 2 148 | 2 565 | 2 822 | 2 779 | 2 776 | 2 851 | 2 970 | 3 032 |

| 1901  | 1906  | 1911  | 1921  | 1926  | 1931  | 1936  | 1946  | 1954  |
| ----- | ----- | ----- | ----- | ----- | ----- | ----- | ----- | ----- |
| 2 904 | 2 975 | 3 191 | 3 221 | 3 578 | 3 999 | 4 069 | 4 195 | 4 550 |

| 1962  | 1968  | 1975  | 1982  | 1990  | 1999  | 2006  | 2011   | 2016   |
| ----- | ----- | ----- | ----- | ----- | ----- | ----- | ------ | ------ |
| 5 935 | 6 576 | 8 105 | 7 999 | 8 713 | 9 053 | 9 668 | 10 704 | 10 227 |

| 2021   | 2022   | - | - | - | - | - | - | - |
| ------ | ------ | - | - | - | - | - | - | - |
| 11 281 | 11 503 | - | - | - | - | - | - | - |

Arpajon connaît l’évolution démographique d’un bourg aujourd’hui intégré à l’agglomération parisienne. De 1 988 Arpajonnais décomptés lors du premier recensement de 1793, la population a lentement crû jusqu’à un premier accident démographique en 1846 où la population tombe à 2 017 et un second plus important en 1856 où elle chute à 1 890.
Ensuite, la population  fait un bond jusqu’à 2 822 en 1872 pour relativement se stabiliser avant une nouvelle croissance soutenue au sortir de la Première Guerre mondiale avec 3 221 en 1921, encore accrue après la Seconde Guerre mondiale, malgré les cent trente-neuf victimes civiles et militaires des deux conflits, avec la construction de grands ensembles pour atteindre 4 550 personnes en 1954, 8 105 en 1975 et 9 668 lors du recensement de 2006.
En 1999, 10,8 % des Arpajonnais étaient de nationalité étrangère et 14 % des foyers étaient composés de familles monoparentales soit 2 points supplémentaires pour chacune des catégories comparativement aux chiffres du département. Parmi cette population étrangère, 3,4 % étaient originaires du Portugal, 1,6 % du Maroc et de Turquie, 1,3 % d’Algérie, 0,3 % de Tunisie et 0,2 % d’Espagne et d’Italie.

#### Pyramide des âges
La population de la commune est relativement jeune.
En 2018, le taux de personnes d'un âge inférieur à 30 ans s'élève à 39,5 %, soit en dessous de la moyenne départementale (39,9 %). À l'inverse, le taux de personnes d'âge supérieur à 60 ans est de 21,5 % la même année, alors qu'il est de 20,1 % au niveau départemental.
En 2018, la commune comptait 5 481 hommes pour 5 439 femmes, soit un taux de 50,19 % d'hommes, légèrement supérieur au taux départemental (48,98 %).
Les pyramides des âges de la commune et du département s'établissent comme suit.
| Hommes | Classe d’âge | Femmes |
| ------ | ------------ | ------ |
| 0,5    | 90 ou +      | 1,8    |
| 6,0    | 75-89 ans    | 9,6    |
| 11,7   | 60-74 ans    | 13,2   |
| 18,6   | 45-59 ans    | 17,0   |
| 22,3   | 30-44 ans    | 20,2   |
| 20,8   | 15-29 ans    | 20,7   |
| 20,0   | 0-14 ans     | 17,5   |

| Hommes | Classe d’âge | Femmes |
| ------ | ------------ | ------ |
| 0,5    | 90 ou +      | 1,4    |
| 5,4    | 75-89 ans    | 7,2    |
| 12,9   | 60-74 ans    | 13,9   |
| 20     | 45-59 ans    | 19,4   |
| 19,9   | 30-44 ans    | 20,1   |
| 20     | 15-29 ans    | 18,2   |
| 21,3   | 0-14 ans     | 19,8   |

### Manifestations culturelles et festivités

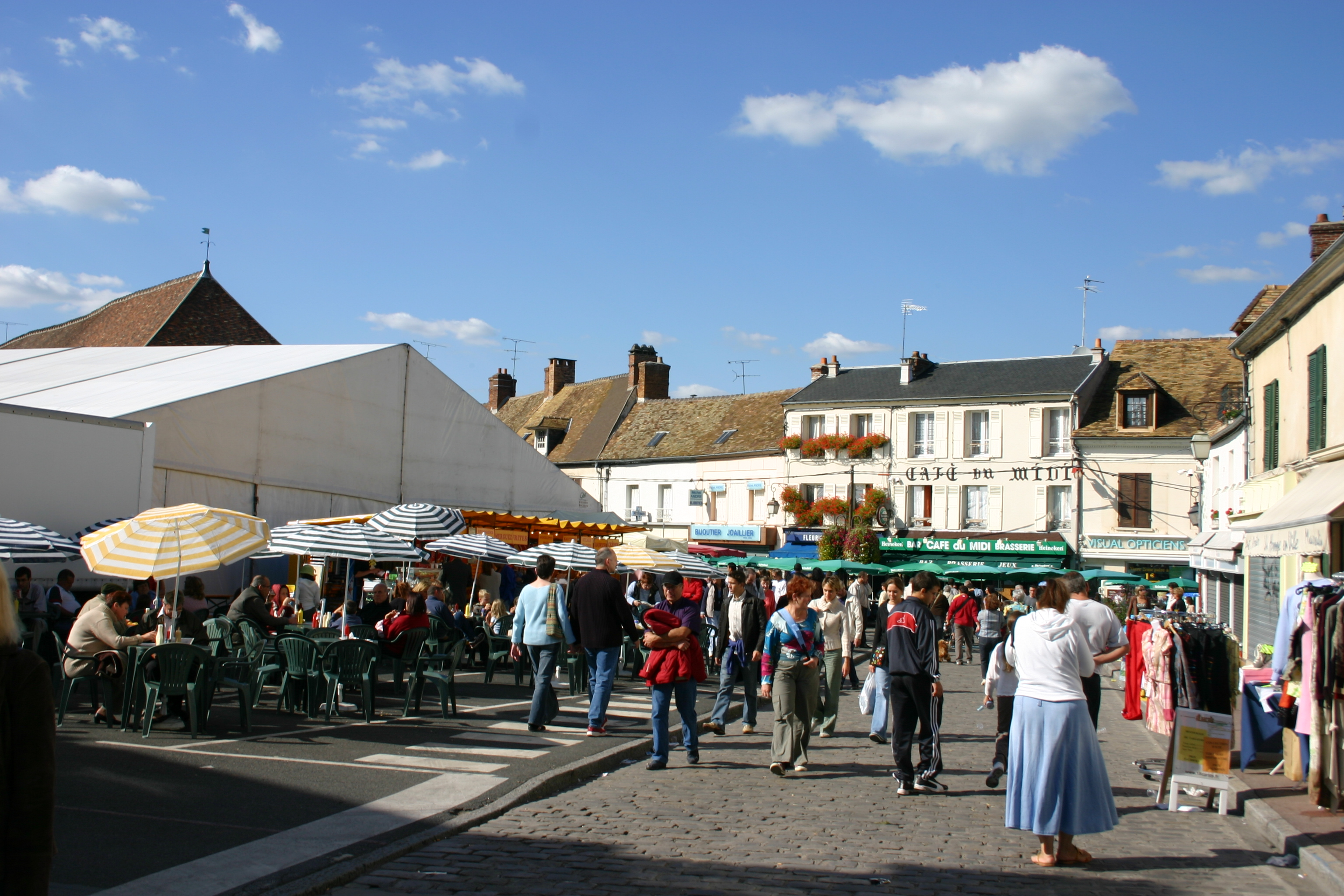
La place de Châtres lors de la foire aux Haricots.

Deux manifestations rythment l’année festive d’Arpajon. Le carnaval de Bineau au cours duquel une représentation de l’intendant est brûlée sur la place de Châtres se déroule chaque année le premier dimanche de mars.
La foire aux Haricots, manifestation commerciale et artisanale, créée en 1922 et reconnue foire nationale depuis 1970 est organisée chaque année le troisième week-end de septembre en mémoire du passé maraîcher du territoire et notamment du chevrier, variété typique d’Arpajon.
D’autres manifestations nationales comme la Fête de la musique sont relayées dans la commune.

### Sports et loisirs
La relative petite taille de la commune ne lui permet pas de disposer d’infrastructures sportives d’importance. Deux stades se trouvent à proximité, Gaston-Cornu à Saint-Germain-lès-Arpajon et Louis-Babin à La Norville. Cette dernière commune accueille aussi le bassin nautique. Dix-neuf associations sont néanmoins implantées dans la commune.
Arpajon a été ville de passage du Tour cycliste de l'Essonne 1977 et ville étape du Tour de France 1999. En marge de la foire aux Haricots sont organisés un rallye pédestre et une course cycliste.

### Cultes

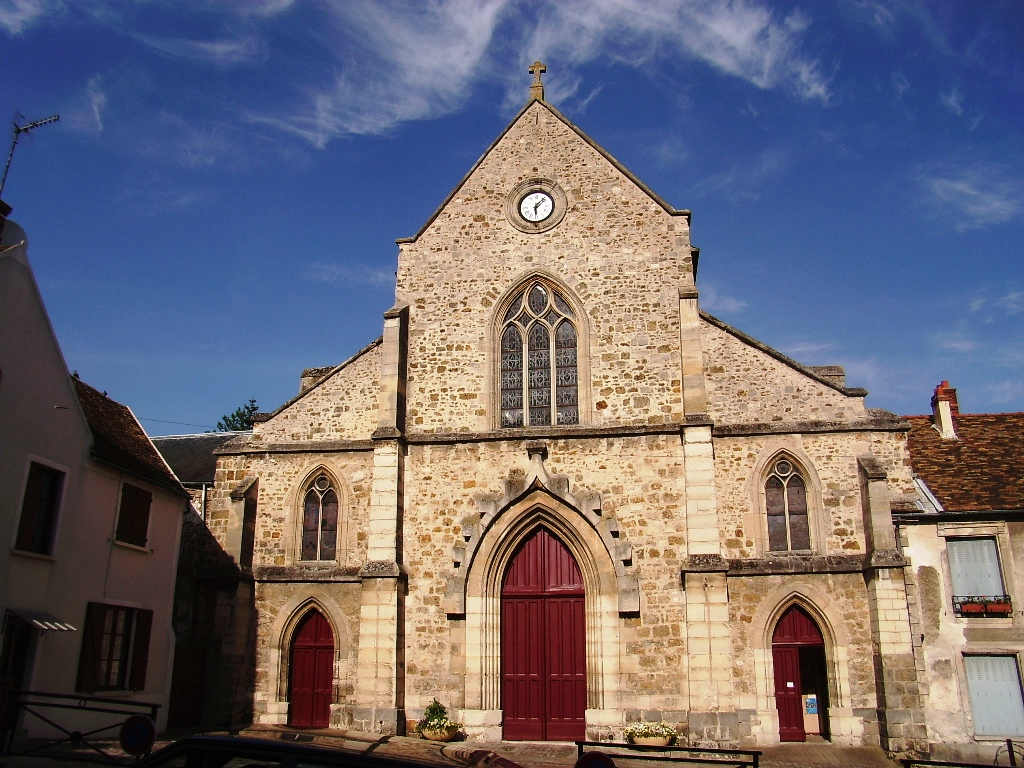
L’église Saint-Clément.

La paroisse catholique d’Arpajon dépend du diocèse d'Évry-Corbeil-Essonnes et du doyenné des Trois-Vallées-Arpajon. L’église principale est consacrée à saint Clément.
Une église protestante évangélique est présente dans la commune. Les autres confessions religieuses ne disposent pas de lieu de culte sur le territoire communal.

### Médias
L’édition « Cœur Essonne » de l’hebdomadaire Le Républicain relate les informations locales de l’Arpajonnais. Malgré sa situation géographique encaissée, la commune se trouve dans le bassin d’émission de France 3 Paris Île-de-France Centre, IDF1 et Télif.

## Économie
Capitale de l’Arpajonnais, terre historique de maraîchage, la commune a longtemps été un lieu d’échanges commerciaux, connue pour sa foire depuis le XIIIe siècle.
Arpajon est intégrée au bassin d'emploi de Dourdan par l’Insee. En 1999, la population active arpajonnaise comptait 4 433 personnes, répartis en 37,4 % d’employé, 26,4 % de professions intermédiaires et 15,8 % d’ouvrier. Quatre personnes étaient encore agriculteurs. À cette même date, 9,8 % de la population était au chômage et seuls 20 % des Arpajonnais travaillaient sur le territoire communal. En 2004, le chiffre du chômage restait presque inchangé avec 9,5 % de la population active. Avec huit cents salariés, le centre hospitalier est le premier employeur, suivi de loin par la caisse d’allocations familiales (trois cents agents), le lycée René-Cassin et la municipalité avec deux cents agents chacun.

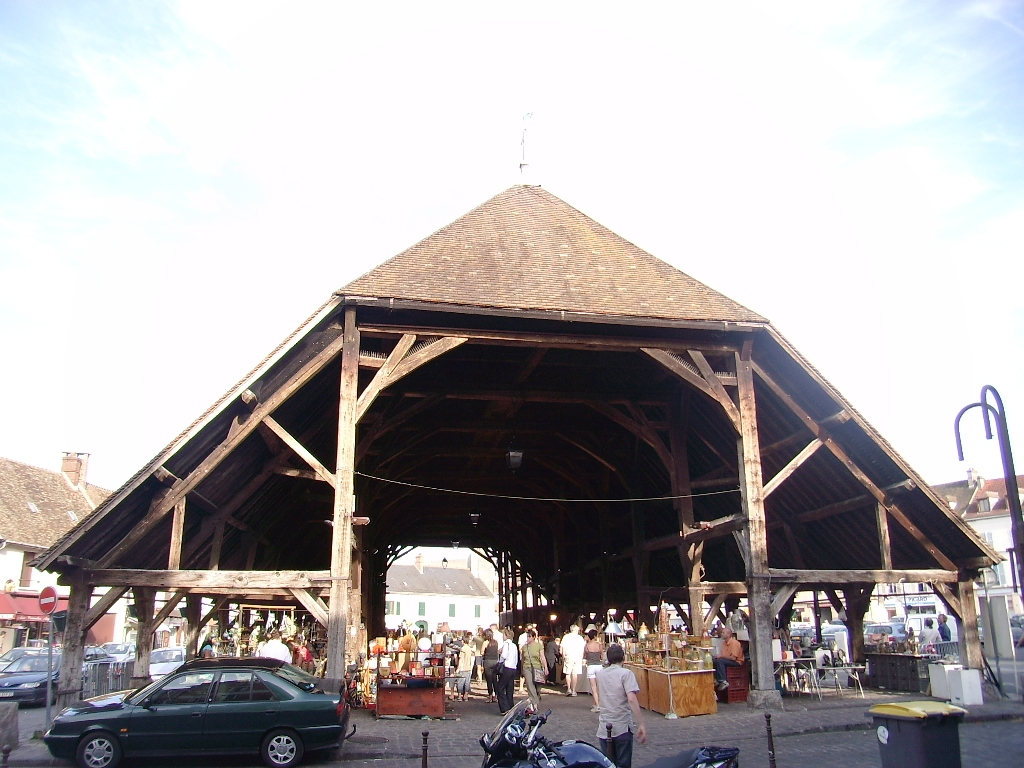
Côté ouest de la grande Halle d’Arpajon.

Un marché se tient sous la grande Halle tous les vendredis matin.

### Emplois, revenus et niveau de vie
En 2005, le revenu net imposable moyen des contribuables de la commune s’élevait à 16 809 euros, légèrement supérieur à la moyenne nationale mais 39 % de la population n’était pas redevable de l’impôt sur le revenu et 58,7 % des Arpajonnais étaient locataires, dont 24,3 % d’une HLM. En 2010, le revenu fiscal médian par ménage était de 28 718 €, ce qui plaçait Arpajon au 16 379e rang parmi les 31 525 communes de plus de 39 ménages en métropole.
| Répartition des emplois par catégorie socioprofessionnelle en 2006. |              |                                           |                                                   |                            |                          |                           |
|                                                                     | Agriculteurs | Artisans, commerçants, chefs d’entreprise | Cadres et professions intellectuelles supérieures | Professions intermédiaires | Employés                 | Ouvriers                  |
| Arpajon                                                             | 0,2 %        | 6,4 %                                     | 16,0 %                                            | 30,5 %                     | 31,0 %                   | 15,9 %                    |
| Zone d’emploi de Dourdan                                            | 0,7 %        | 6,0 %                                     | 18,9 %                                            | 28,5 %                     | 26,3 %                   | 19,6 %                    |
| Moyenne nationale                                                   | 2,2 %        | 6,0 %                                     | 15,4 %                                            | 24,6 %                     | 28,7 %                   | 23,2 %                    |
| Répartition des emplois par secteur d'activité en 2006.             |              |                                           |                                                   |                            |                          |                           |
|                                                                     | Agriculture  | Industrie                                 | Construction                                      | Commerce                   | Services aux entreprises | Services aux particuliers |
| Arpajon                                                             | 0,3 %        | 7,0 %                                     | 7,7 %                                             | 10,4 %                     | 9,9 %                    | 6,8 %                     |
| Zone d’emploi de Dourdan                                            | 1,7 %        | 10,4 %                                    | 7,5 %                                             | 11,8 %                     | 21,6 %                   | 6,9 %                     |
| Moyenne nationale                                                   | 3,5 %        | 15,2 %                                    | 6,4 %                                             | 13,3 %                     | 13,3 %                   | 7,6 %                     |
| Sources : Insee                                                     |              |                                           |                                                   |                            |                          |                           |

## Culture locale et patrimoine

### Lieux et monuments
Le patrimoine d’Arpajon est varié et marqué par les différentes époques prospères pour la commune.
La halle de la place du Marché construite en 1470 longue de trente-cinq mètres et large de dix-huit est classée au titre des monuments historiques depuis 1921,. Il convient de noter que le 24 juin 1911, un conseiller municipal rappela que la majorité du conseil municipal avait été élu sur un programme comprenant la démolition de halle de la place du Marché: il fut décidé de soumettre cette idée à un référendum auprès de la population communale compte tenu des coûts prévisionnels, référendum qui ne fut jamais organisé.
L’église Saint-Clément, reconstruite au XVIe siècle sur les ruines de l’édifice du XIe siècle et remaniée au XIXe siècle, est classée monument historique depuis 1926. La cloche fondue en 1643, elle aussi classée depuis 1944, sonne en ré. S’ajoute le lavoir construit en 1748 et agrandi en 1824, la porte de Paris, réaménagée en 1730 avec deux pilastres de dix mètres de haut, une maison du XVe siècle subsiste au numéro 12, de la place du Marché, elle comporte dans sa cour intérieure une tourelle en grès de la même époque et est classée monument historique depuis 1966.
L’Hôtel-Dieu fondé au XIIe siècle pour abriter les pèlerins sur la route de Saint-Jacques-de-Compostelle, il devint un hôpital sous la Révolution mais fut entièrement reconstruit de 1819 à 1852. Il est toujours utilisé comme maison de retraite. S’ajoute la mairie construite en 1868 agrémentée par la place de l’Hôtel-de-Ville de 1776 et réaménagée en 1868 classée depuis 1944.
Plusieurs demeures de notables ou de villégiature du XVIIIe siècle et du  XIXe siècle marquent l’importance de la commune à l’époque, dont celles du 18, de la place du Marché, du 34, boulevard Aristide-Briand de 1884, du 42, boulevard Aristide-Briand, du 4, rue Henri-Barbusse, du 53, rue de la Libération, du 21, rue Pasteur, la villa Charlotte au 5, boulevard Jean-Jaurès,  la villa Marie-Louise au 18, avenue Hoche , et la villa La Source au 2, rue Henri-Barbusse agrémentée d’une pagode tonkinoise rachetée après l’Exposition universelle de 1889. Cette nouvelle commune de villégiature était accessible par la gare construite en 1864.
En 1947 sont construits les bains-douches devenus le tribunal d’instance de 1985 à 2009.

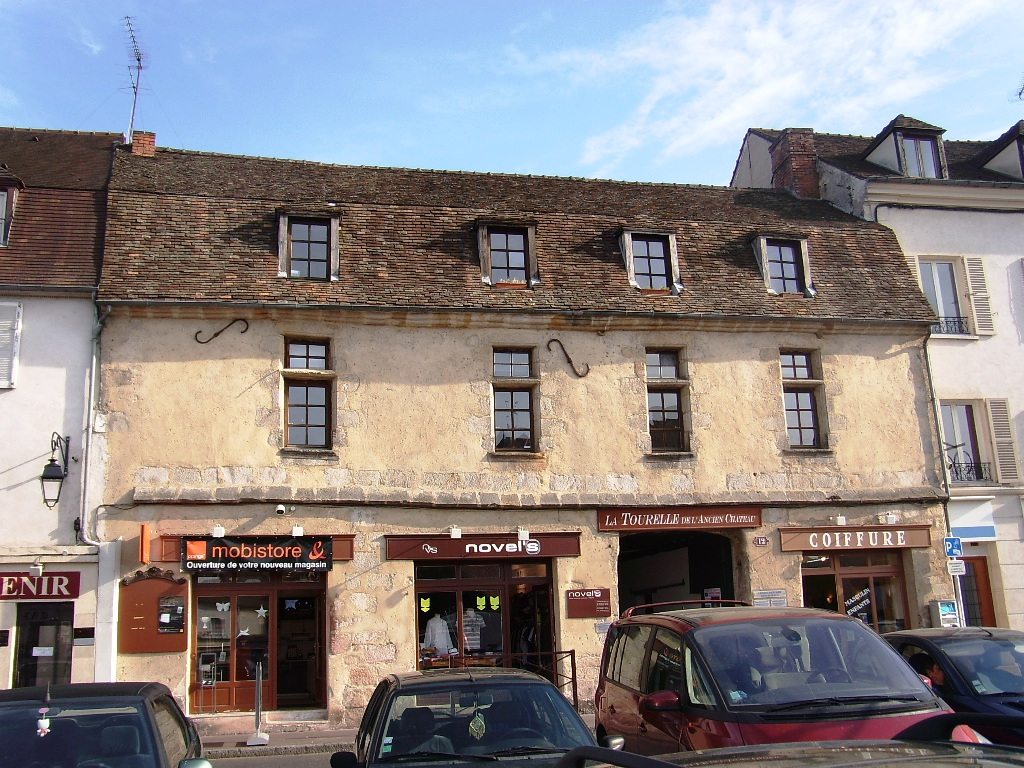
L’immeuble du 12, place du Marché (XVe siècle).
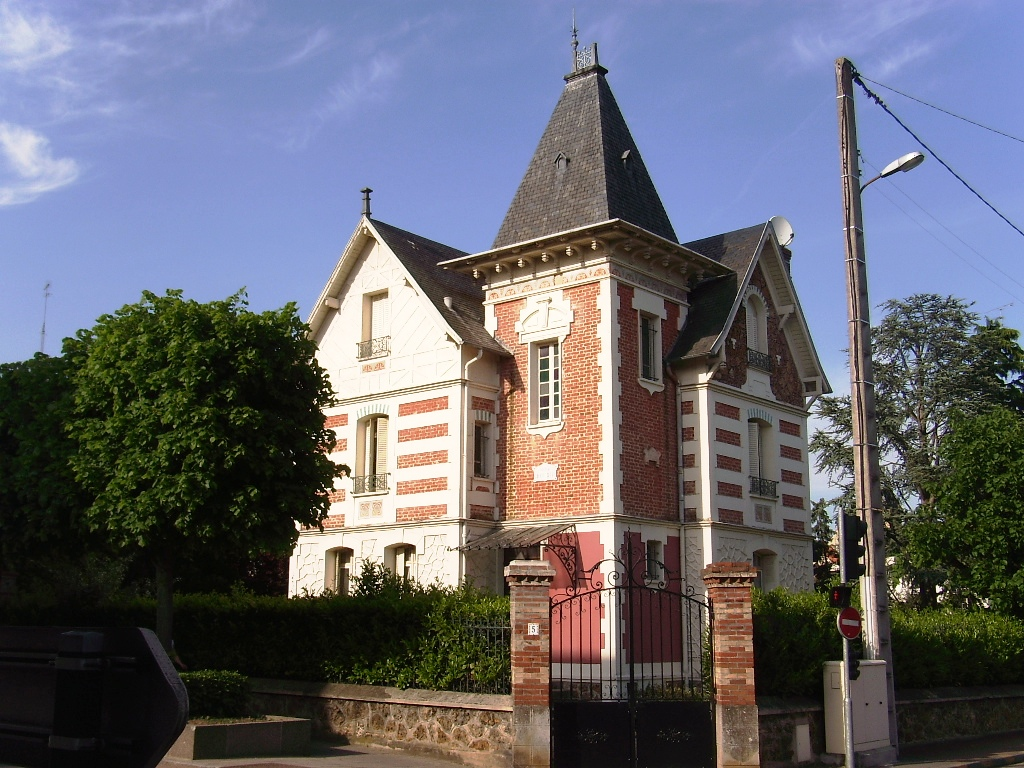
La villa Charlotte (XIXe siècle).
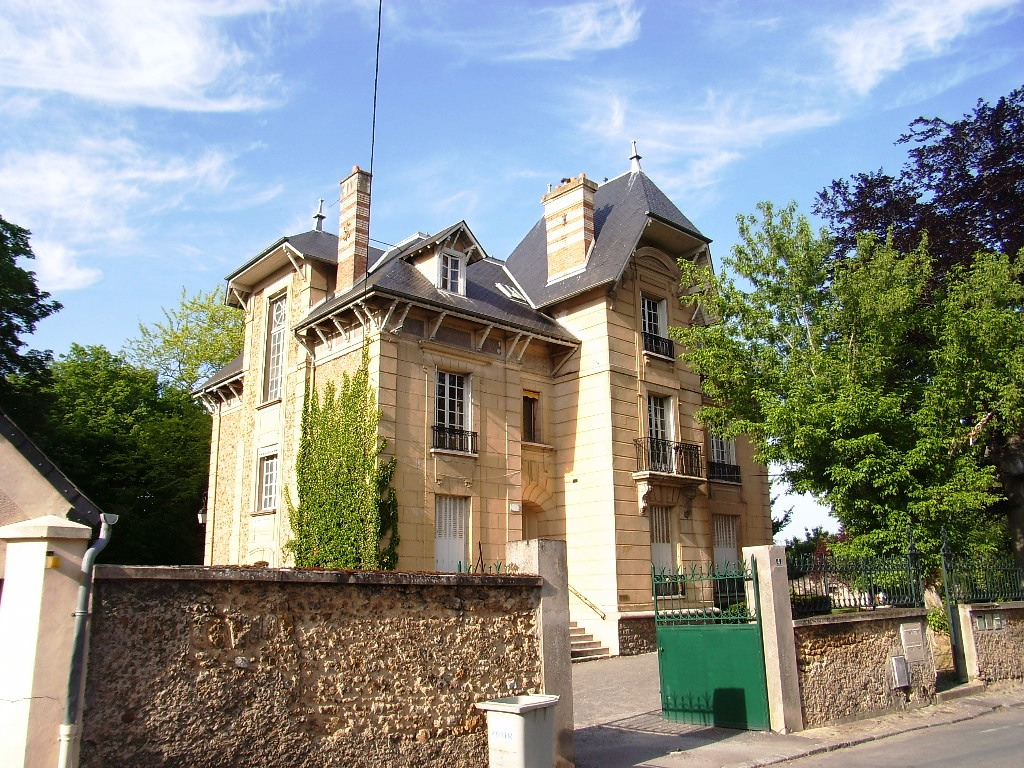
La villa La Source (XIXe siècle).
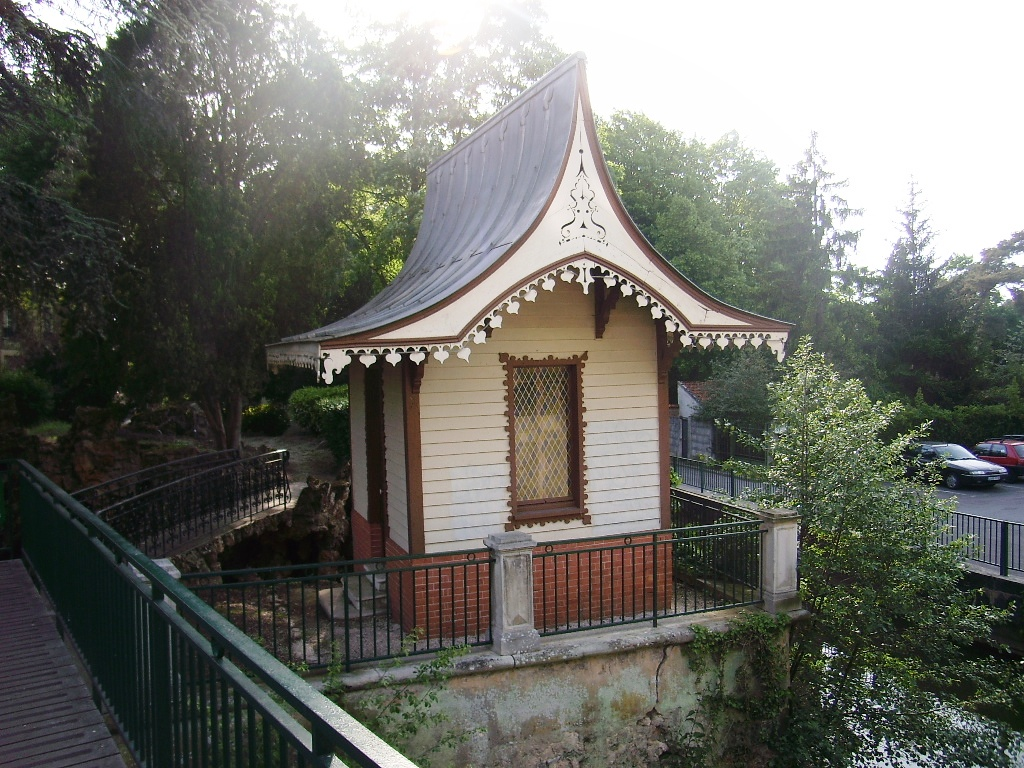
La pagode tonkinoise dans le parc de la Source (XIXe siècle).
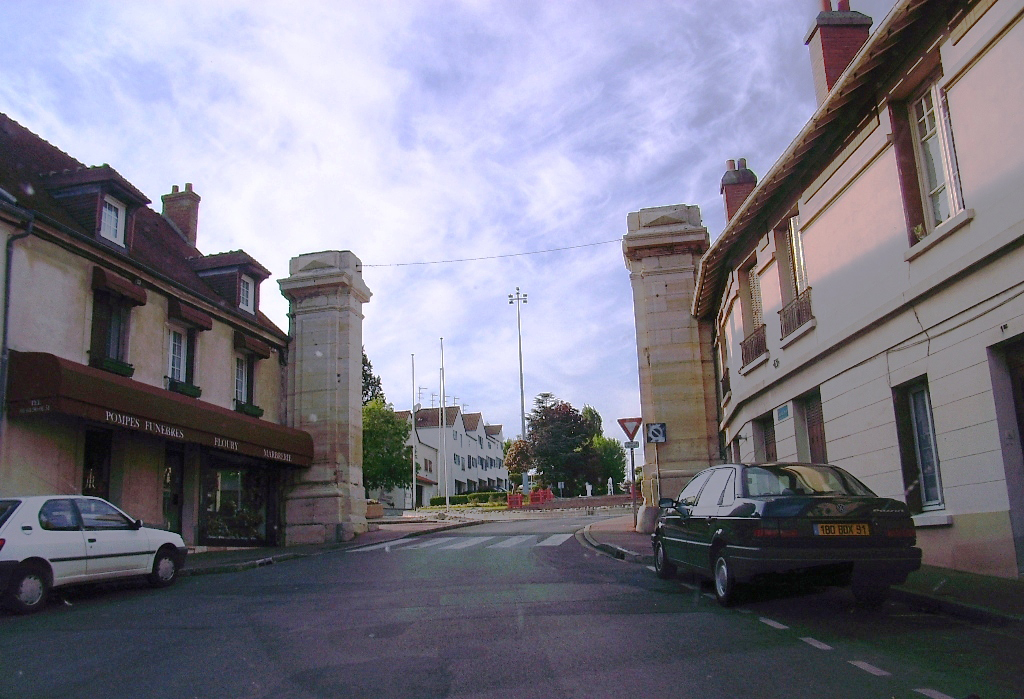
La porte de Paris (XVIIIe siècle).

### Personnalités liées à la commune
Différents personnages publics sont nés, morts ou ont vécu à Arpajon :
- Corbinien de Freising (680-730), évêque et saint catholique, y a vécu.
- Anne Claude Louise d'Arpajon (1729-1794), première dame d'honneur de Marie Leszczynska et de Marie-Antoinette d'Autriche, y est née
- Benjamin Franklin (1710-1790), installa en 1782 un paratonnerre sur la flèche du clocher de l'église Saint-Clément.
- René Liger (?-v.1801), prêtre et pamphletiste, y a vécu.
- Jean-Claude Pellé (1742-1804), homme politique né et décédé à Arpajon, député au Conseil des Anciens.
- Jean-Pierre-Guillaume Delahaye de Launay (1751-1830), homme politique, député de la Sarthe au Conseil des Cinq-Cents.
- Louis Bérard (1783-1859), homme politique, en a été le député.
- Félix Potin (1820-1871), homme d'affaires, y est né.
- Paul Labbé, (1867-1943), linguiste et ethnologue, y est né.
- Louis Namy (1908-1987), homme politique, en fut conseiller municipal et y est mort.
- Camille Danguillaume (1919-1950), coureur cycliste, y est mort.
- David Galula (1919-1967), lieutenant-colonel, y est mort.
- René Thomas et Ernest A. D. Eldridge y ont battu tour à tour le record de vitesse terrestre en 1924.
- François-Alexandre Galepidès dit Moustache (1929-1987), musicien et comédien, y est mort.
- Cécile Vassort (1941-), actrice française, y est née.
- Les frères Jacques (1943-) et André Cadiou (? - ?), coureurs cyclistes professionnels, ayant disputé le Tour de France durant les années 1960 et 1970, y ont fait leurs premières armes sportives.
- Joël Robuchon (1945-2018), célèbre cuisinier, a reçu la médaille d’or de la ville d’Arpajon en 1966 ainsi qu'une médaille de bronze et une d'argent.
- René Fontaine (1946-), chocolatier, exerça quelque temps à Arpajon.
- François-Michel Gonnot (1949-), homme politique, y est né.
- Edmond Michelet, homme politique français et résistant, a donné son nom au lycée du centre-ville.
- Wadeck Stanczak (1961-), acteur, y est né.
- Emmanuel Collard (1971-), pilote automobile, y est né.
- Sébastien Hamel (1975-), footballeur, y est né.
- Nino Maisuradze (1982-), championne de France d'échecs 2013 et 2014, d'origine géorgienne, y a habité durant une décennie.
- Bruce Grannec (1986-), joueur professionnel de sport électronique, y est né.
- Gaston Kelman (1953 -) écrivain franco-camerounais auteur du best-seller Je suis noir et je n'aime pas le manioc, y a emménagé en janvier 2012.
- Jean-Luc Dompé (1995-), joueur de football, y est né.

### Héraldique

Ancien blason.

| Blason de Arpajon | Blason  | Écartelé, au premier, de gueules à la croix de Toulouse d’argent ; au deuxième, d’argent à quatre pals de gueules ; au troisième, de gueules à la harpe d’or ; au quatrième, d’azur à trois fleurs de lys d’or, au bâton de gueules péri en barre ; sur le tout de gueules à la croix de Malte d’argent. |
| Blason de Arpajon | Détails | Ce blason est une adaptation de celui du marquis Louis VI d’Arpajon, seigneur de la ville, qui était « écartelé, au premier et au quatrième d’azur aux trois fleurs de lys d’or et à la bordure du même, au deuxième et au troisième de gueules à la harpe d’or » visible au château de Sévérac et de celui de l’ancienne commune de Chastres. La présence de la harpe en fait des armes parlantes. Il apparaît sur la motrice numéro BB 9280 de la SNCF dans le cadre du parrainage des matériels par les communes. |

### Arpajon dans les arts et la culture
- La proximité de Paris et la présence voisine des studios de tournages cinématographiques à Saint-Germain-lès-Arpajon permit à Arpajon d’apparaître dans divers plan de films, notamment en 1960 la place du Marché et la porte de Paris dans Le Président d’Henri Verneuil[139], en 1962 le magasin Thirion dans La Vie à la française et en 1966 dans Paris brûle-t-il ? de René Clément[140]. L’action du film 3 zéros de Fabien Onteniente sorti en 2002[141] se déroule à Arpajon, mais seule une scène y est tournée, Ticky Holgado y fait le tour de la place du Marché à vélo.
- Une légende raconte que le nom Bineau du personnage carnavalesque rappelle un intendant qui se serait octroyé un droit de cuissage sur les demoiselles du village et aurait été brûlé vif en châtiment[142].
- Honoré de Balzac situe à Arpajon une partie de son roman Un début dans la vie : « Quant à monsieur de Sérisy, il n’émigra point pendant la Révolution, il la passa dans sa terre de Sérisy, d’Arpajon, où le respect qu’on portait à son père le préserva de tout malheur »[143].
- Le personnage d’une « comtesse d’Arpajon » apparaît dans l’œuvre À la recherche du temps perdu de Marcel Proust dans les tomes Sodome et Gomorrhe et Le Temps retrouvé.
- Georges Simenon situe son roman La Nuit du carrefour (1931) dans les environs d'Arpajon.
- Le chevrier est aussi appelé haricot d’Arpajon.
- La halle d'Arpajon accueille chaque année des groupes de garage rock et de punk, pour des concerts en marge de la fête de la musique. Les Wampas s'y produisent notamment le 23 juin 2018[144].
- Pierre Perret évoque Arpajon dans sa chanson Cuisse de mouche : « Puis ce fut le grand départ vers notre lune de miel. Dans un hôtel d'Arpajon, on connut l’septième ciel. »